# Courbehaye
Courbehaye (anciennement prononcé [kuʁbøaj] comme Corbaille), est une commune française située dans le département d'Eure-et-Loir en région Centre-Val de Loire.
Elle fait partie d'une zone écologique protégée du réseau Natura 2000, formant le corridor vert de la vallée de la Conie. C'est une zone importante pour la conservation des oiseaux.

## Géographie

### Situation

#### Localisation
Courbehaye est située dans la région naturelle de Beauce dunoise, dans le sud du Bassin parisien.
Elle est située à 6 km d'Orgères-en-Beauce, à 21 km au sud-ouest de Janville-en-Beauce, à 17 km à l'est de l'abbaye Saint-Florentin de Bonneval, à 23 km au nord-est de Châteaudun (chef-lieu d'arrondissement), à 34 km au sud de Chartres (préfecture du département d'Eure-et-Loir) et à 36 km au nord-ouest d'Orléans (préfecture de la région Centre-Val de Loire). Courbehaye est à 95 km au sud du point zéro des routes de France (Paris-Notre-Dame).

Situation géographique
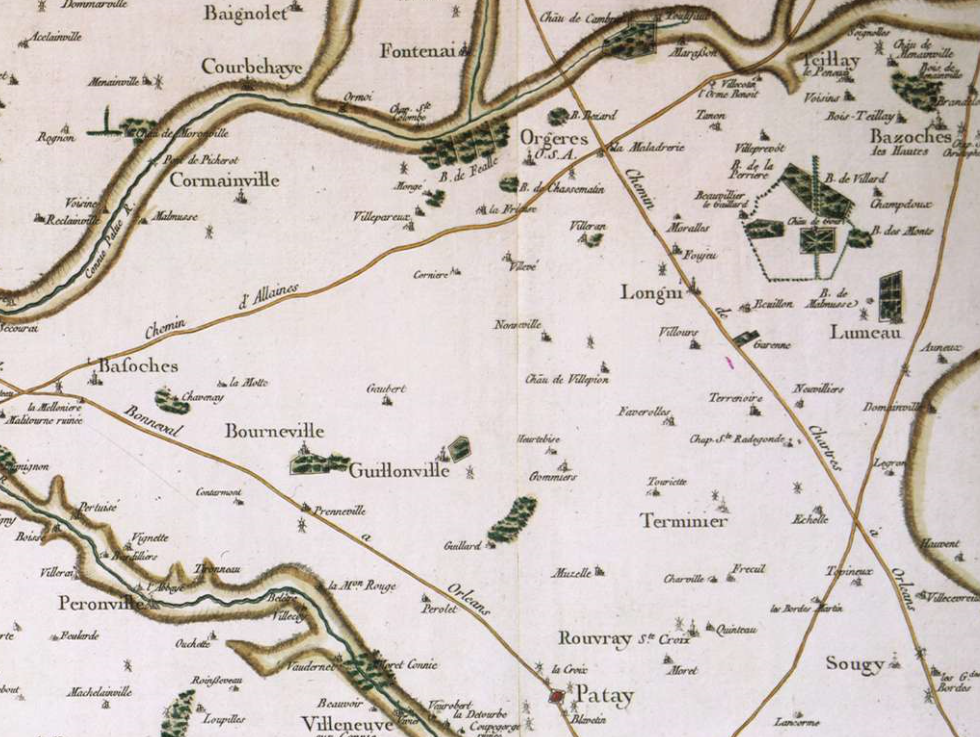
Extrait de la carte de Cassini, 1757.
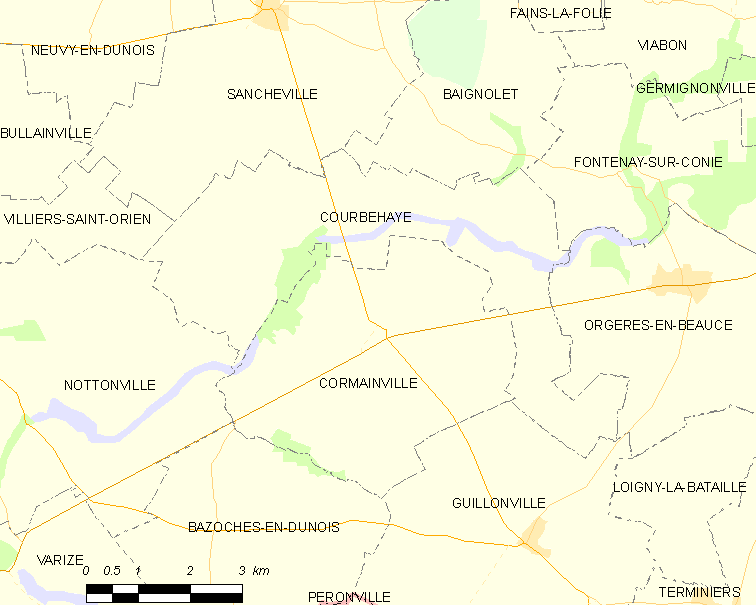
Carte de la commune de Courbehaye, 2012.
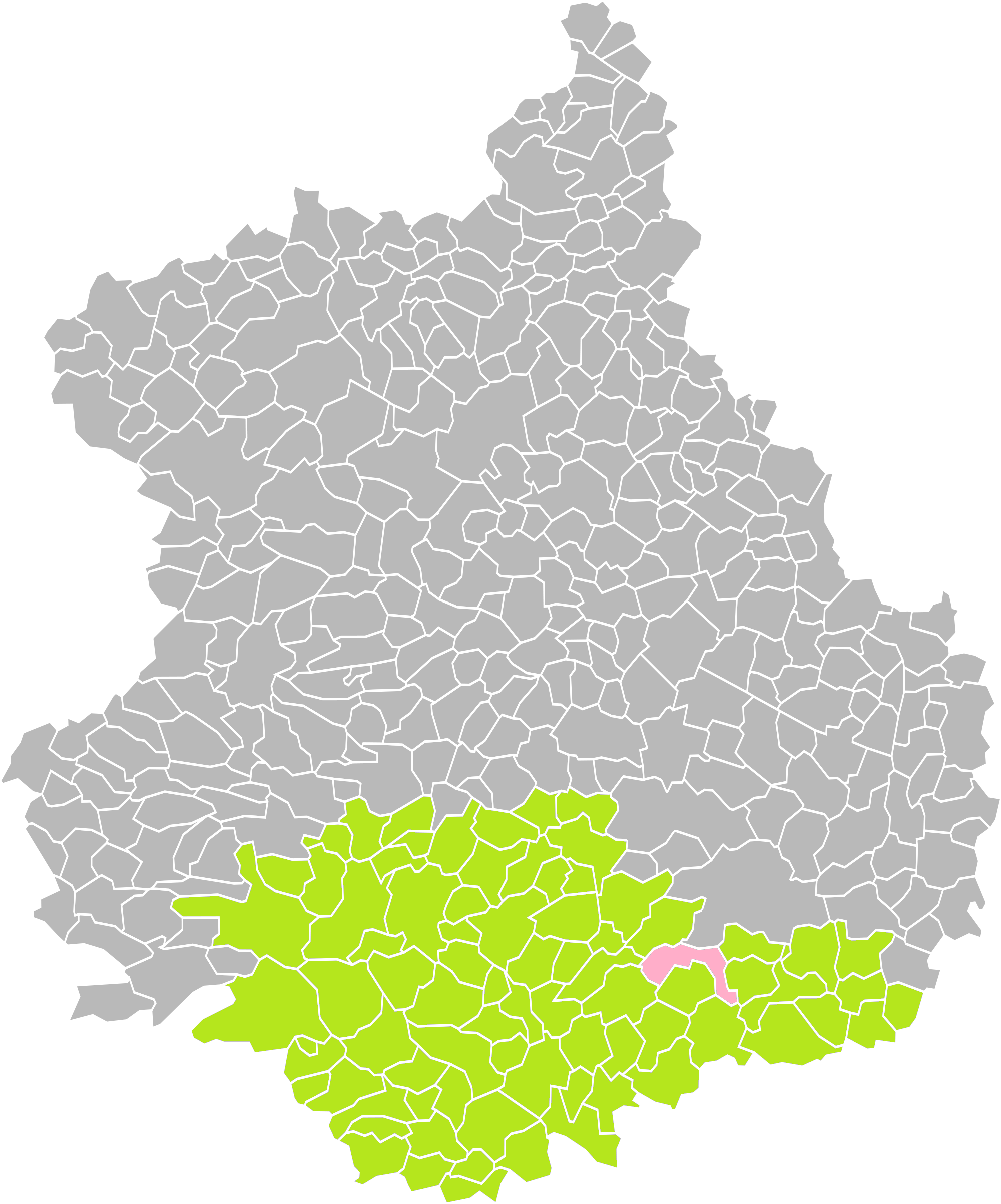
Courbehaye dans son arrondissement.

#### Village, hameaux et lieux-dits
Les lieux d'habitation sur la commune sont Rognon, Moronville, Ménainville, Courbehaye, Ormoy, Villepéreux, Cornières.
Quatre vingt deux toponymes sont identifiés sur le territoire de la commune:
- bois d'en bas
- le bois Guillemain
- le bois hautement
- la Boissière
- la Brenelle
- Brûlard
- la butte
- sur les buys
- le calvaire
- le carreau
- les caves
- les cent muids
- champtier de voisine
- la chapelle
- les châtaigniers
- sur le chemin de Boissay
- chemin de Courbehaye
- le chemin de Ménainville
- sur le chemin de Moronville
- sur le chemin de Sancheville
- les cinquante septiers
- sur la Conie
- la Conie
- Cornières
- sur la côte
- la cotonnade
- la coulée
- Courbehaye
- les deux muids
- les écluseaux
- entre les 2 chemins de Bonneville
- les fiefs
- le fossé blanc
- sur les friches
- Fromoy
- le gast des pierres
- les gauchards
- le gendeux
- la grand cour
- le grand muid
- le grand pré
- la grand route
- la grosse pierre
- les hautes bornes
- les hauts d'Ormoy
- la Machelainville
- la Madeleine
- la Maison Rouge
- Ménainville
- Moronville
- la motte
- le moulin de Mongé
- le muid carreau
- le muid soudard
- les neuf septiers
- Ormoy
- les ouches
- le petit Vauguillon
- les petits Arcas
- la pie Jouanette
- pièces de Villepéreux
- les pièces du moulin
- le plan Houdan
- sur la rivière
- Rognon
- les sept septiers
- la tourelle
- vallée de la Noue
- vallée de Vauboyau
- sur la vallée de Vauboyau
- Vauguillon
- Vaumoiron
- vers Cormainville
- Villepéreux
- les vingt deux septiers
- les vingt septiers
- rue de la Conie
- rue de l'église
- impasse de l'église
- rue de la mairie
- rue du quatorze juillet

Le lieu-dit Moulin de Mongé est à la limite de la commune d'Orgères-en-Beauce.
La Croix de Sainte-Colombe marque la limite territoriale de la commune avec Fontenay-sur-Conie et Orgères-en-Beauce.
Le lieu-dit Buisson d'Ormoy est dans la commune de Fontenay-sur-Conie.

#### Communes limitrophes
Courbehaye est inséré dans un maillage de villages et hameaux, espacés de 3 à 4 km, qui quadrillent le territoire agricole et forment un espace social élargi.
À vol d'oiseau entre clochers d'églises, les communes les plus proches de Courbehaye sont : Baignolet (1,9 km), Cormainville (2,4 km), Sancheville (4,5 km), Fontenay-sur-Conie (4,5 km), Orgères-en-Beauce (5,7 km), La Folie-Herbaut (5,9 km), Bazoches-en-Dunois (7,1 km), Neuvy-en-Dunois (7,2 km), Fains-la-Folie (7,7 km), Guillonville (8,4 km), Nottonville (9,1 km), Villars (Eure-et-Loir) (9,2 km), Villiers-Saint-Orien (9,3 km), Varize (10,1 km), Loigny-la-Bataille (10,6 km), Péronville (10,8 km), Pré-Saint-Évroult (10,9 km), Voves (12,6 km), Terminiers (12,9 km), Lumeau (13,7 km), Patay (13,9 km).
| Sancheville          | Baignolet    | Fontenay-sur-Conie |
| Villiers-Saint-Orien | Courbehaye   | Orgères-en-Beauce  |
| Nottonville          | Cormainville | Guillonville       |

#### Voies et communications
- Chemin de randonnée

Un itinéraire de randonnée traverse la commune, de Villepéreux à Ormoy, en provenance du lieu-dit La Frileuse d'Orgères-en-Beauce et à destination de Fontenay-sur-Conie.
- Voies routières

La commune est traversée à l'ouest par la route de grande circulation D.935 de Chartres à Patay, reliant Sancheville et Cormainville.
La commune est accessible au sud par la route de grande circulation D.927 de Châteaudun à Janville-en-Beauce, reliant Varize à Orgères-en-Beauce, via Cormainville. Cette route est décalée au nord du tracé d'une voie romaine « chemin de César de Châteaudun à Allaines », aussi appelée « chemin d'Ablis ».
La commune est desservie par les routes départementales D.132 et D.357. La route D.132 est entre Bullainville, Cormainville et Fontenay-sur-Conie via Moronville et Ormoy. La route D.357 entre Cormainville et Auffains ou « chemin de Baignolet serait une voie antique, orientée nord-sud. » La route D.357.7 relie Moronville, Courbehaye et Ormoy et atteint la route D.927.
- Desserte ferroviaire

La ligne de Chartres à Orléans a une gare à Orgères-en-Beauce, à 5 km du bourg de Courbehaye et à 3 km du hameau d'Ormoy.

### Hydrographie
La commune est traversée par la Conie, affluent du Loir. Le bras de la Conie provenant de Fontenay-sur-Conie traverse tout d'abord le hameau d'Ormoy, poursuit ensuite son cours au sud du bourg de Courbehaye, rejoint Nottonville et conflue avec un autre bras de la rivière.

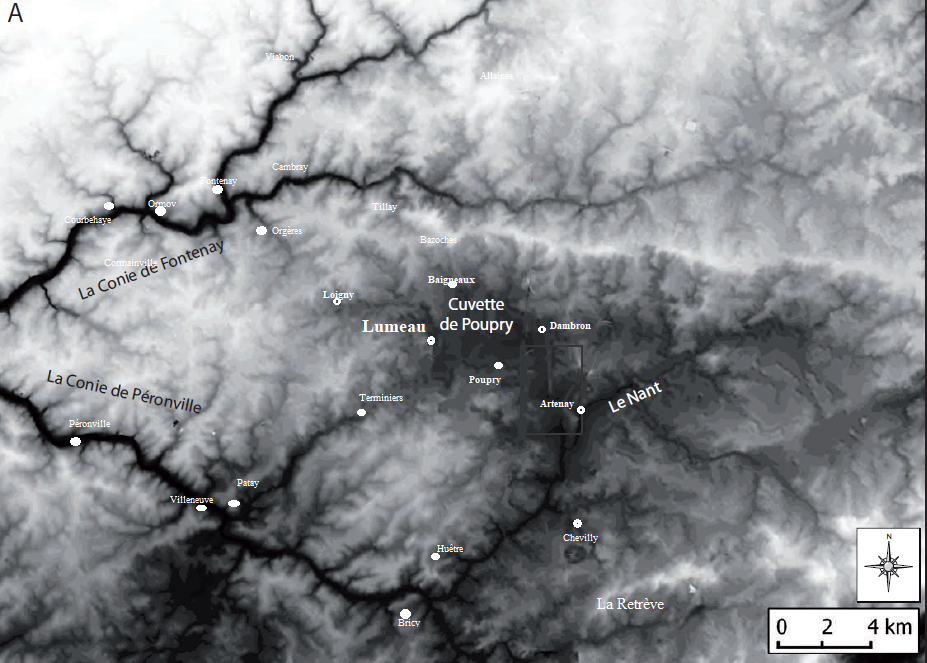
Relief du bassin versant amont de la Conie, avec Courbehaye, Ormoy, Fontenay et Orgères dans le bras nord de la Conie.

La forme du territoire de la commune de Coubehaye suit la vallée et le lit de la rivière Conie.

### Faune, flore et fonge

#### Faune
À Courbehaye, la faune sauvage est celle présente dans la vallée de la Conie ou provenant du plateau de Beauce. Y sont chassés le lièvre, le lapin, le chevreuil et le sanglier, les perdrix grises et perdrix rouges, les vanneaux, cailles, pluviers guignards, faisans et canards. En outre, l'écosystème céréalier attire les hirondelles, les mulots et autres petits rongeurs. On y trouve notamment des coléoptères carabiques rares, la chauve-souris murin de Daubenton et l'ascalaphe ambré.
Dans le milieu humide voisin de la Conie, on trouve des oiseaux nicheurs : sarcelle d'été, busard des roseaux, busard Saint-Martin, râle d'eau, phragmite des joncs. « La Conie, c'est aussi, il faut le dire, grâce à son eau claire et rapide (dans la partie à ciel ouvert), à ses marais et sa terre tourbeuse, un véritable jardin botanique où poussent de nombreuses essences de végétaux qui se plaisent dans ce milieu. C'est encore une réserve importante d'oiseaux de toutes sortes et de petits animaux qui se cachent dans la rouche et les marais. Les poissons, bien sûr, y sont nombreux et les insectes pullulent », ainsi que des tritons, salamandres et grenouilles. La Conie poissonneuse fournit aussi des écrevisses, planorbarius corneus et limnées.

#### Végétation
L'occupation végétale des sols comprend :
- les zones boisées,
- les zones humides avec les roseaux et herbacées du lit de la rivière,
- les « prairies de fauche mésophiles », fourrés, « pelouses maigres de fauche de basse altitude », « prairie basse dérivant de pelouse calcaire »[5],
- les terres arables.

La phytosociologie identifie principalement les massette à larges feuilles, jonc arqué, fétuque roseau, aristoloche clématite, oseille, laiteron des marais, cornifle submergé, menthe aquatique, utriculaire commune, avoine des prés, avoine élevée, trèfle blanc, crételle des prés, arabette sagittée, prunellier, merisier, ronce, framboisier, pommier, cardoncelle, iris pseudacorus, orchis bouffon, orchis bouc, orchis pyramidal, orchis verdâtre, ophrys araignée, ophrys mouche, coronilla minima, brunelle à grandes fleurs,,,,.
La récolte des rouches (graminée du genre des phragmites ou roseaux des marais) dans la Conie est une activité historique d'hiver. Elle était utilisée comme fourrage à bestiaux et comme couverture des habitations.

#### Site Natura 2000
Le territoire de Courbehaye fait partie d'un réservoir de biodiversité, dans un corridor écologique formé par le cours de la rivière Conie.
Courbehaye fait partie du site Natura 2000 de la « Beauce et vallée de la Conie ». Elle a été classée zone de protection spéciale (ZPS) au titre de la directive oiseaux par arrêté du 4 mai 2007. L'intérêt du site repose essentiellement sur la présence en période de reproduction des espèces caractéristiques de l'avifaune de plaine : œdicnème criard (40-45 couples), alouettes (dont 25-40 couples d'Alouette calandrelle, espèce en limite d'aire de répartition), cochevis, bruants, perdrix grise (population importante), caille des blés, mais également les rapaces typiques de ce type de milieux (Busards cendré et Saint-Martin).

Espèces représentatives de l'avifaune du site Natura 2000 «Beauce et vallée de la Conie ».
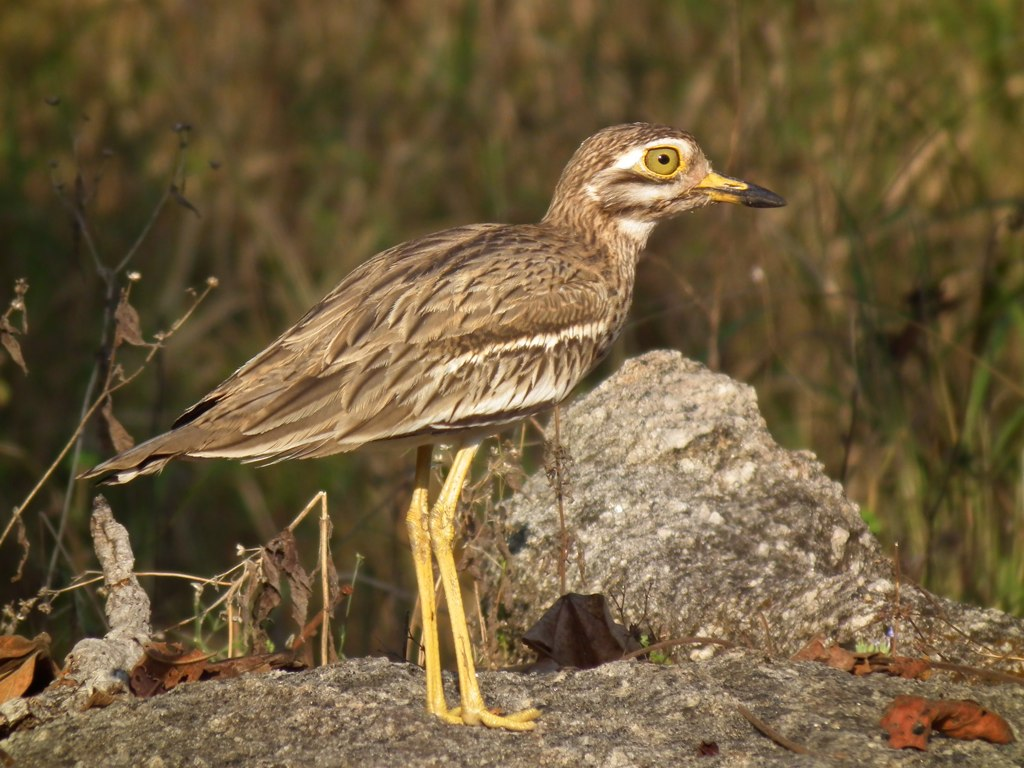
Œdicnème criard
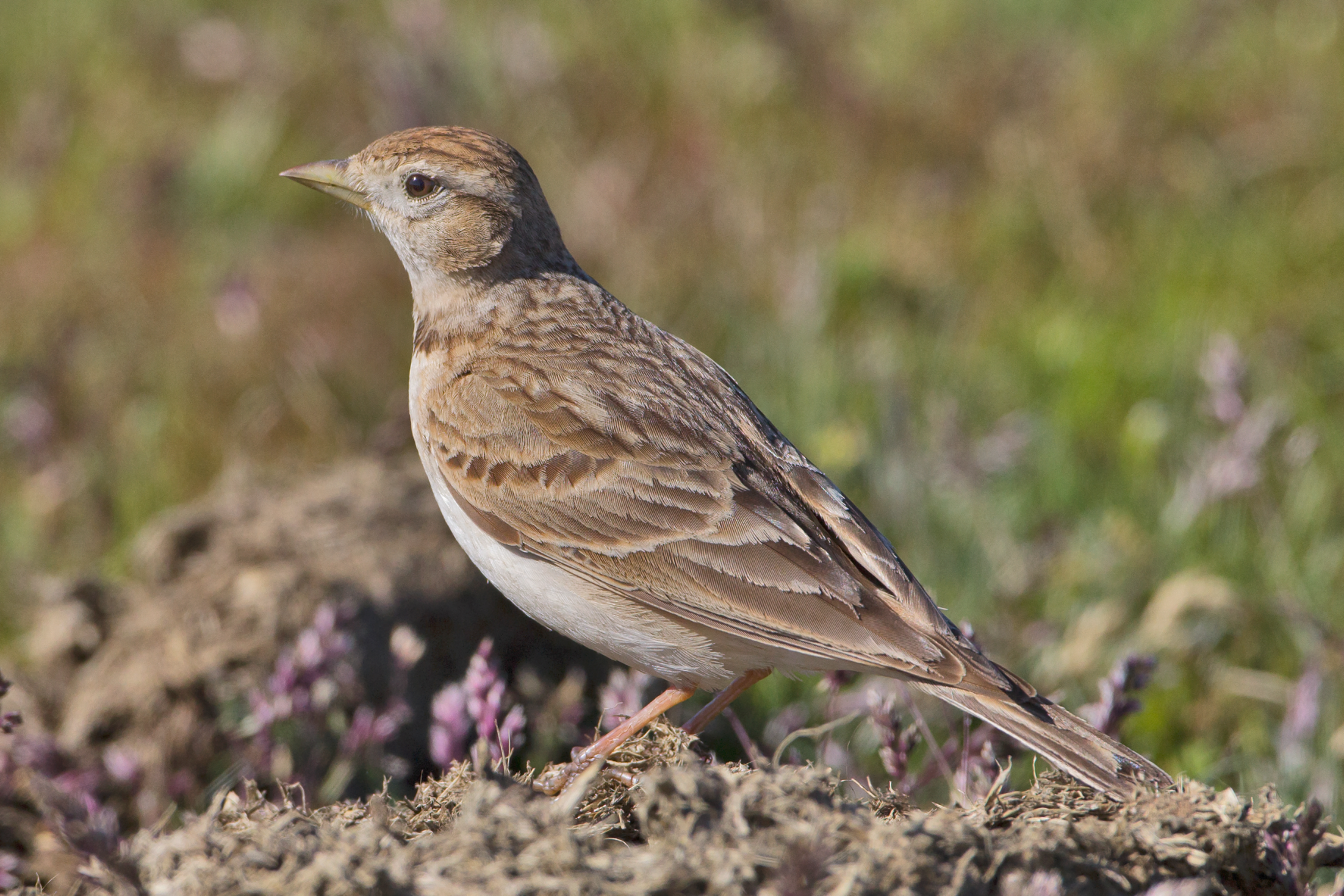
Alouette calandrelle
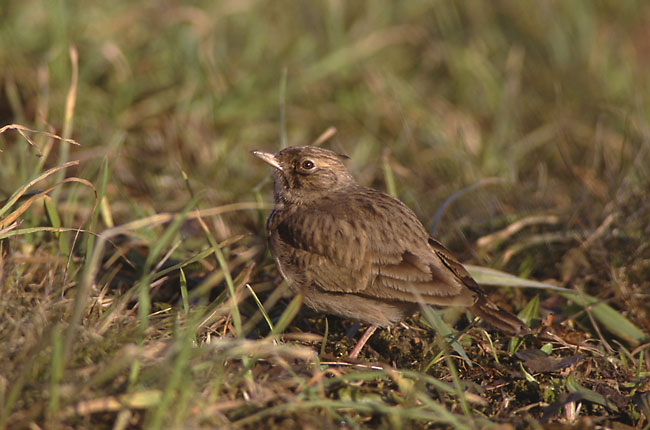
Cochevis huppé (Galerida cristata)
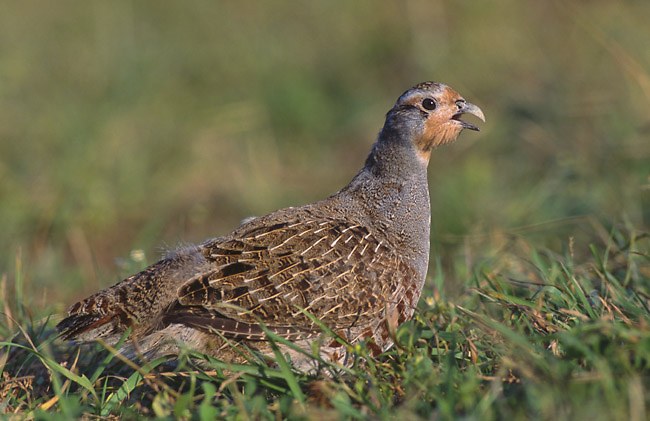
Perdrix grise (Perdix perdix)
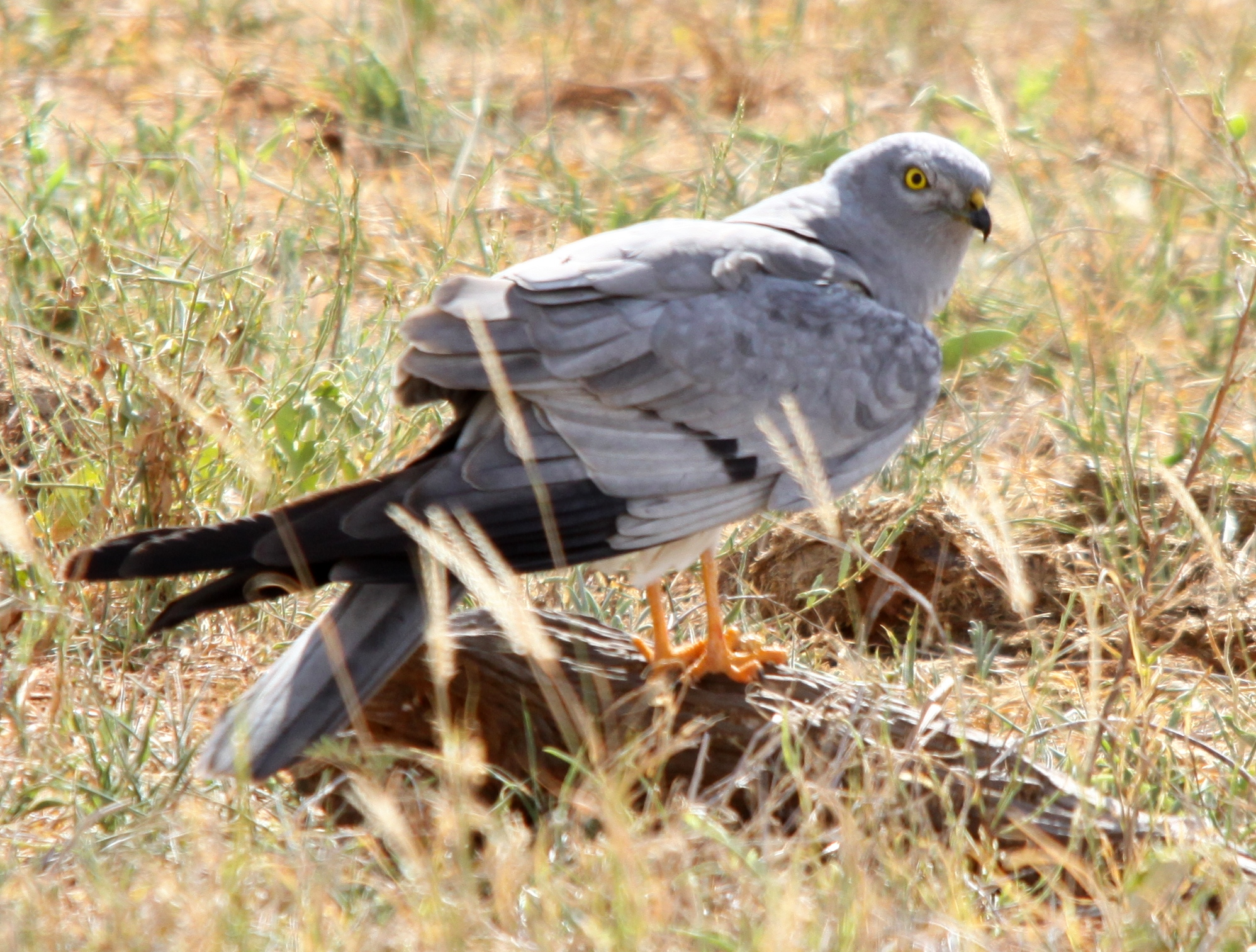
Busard cendré (Circus pygargus)
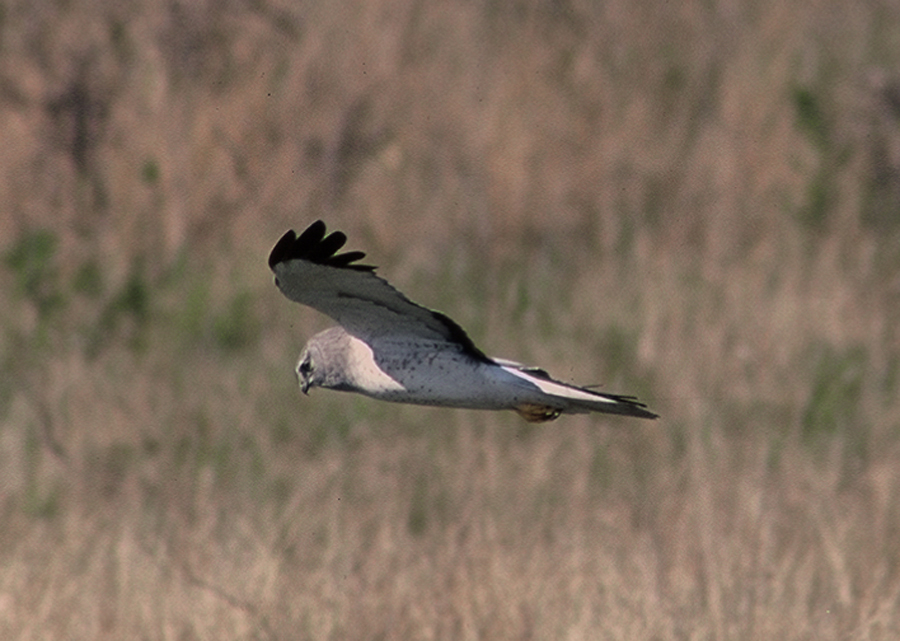
Busard Saint-Martin

### Climat
Pour des articles plus généraux, voir Climat du Centre-Val de Loire et Climat d'Eure-et-Loir.
En 2010, le climat de la commune est de type climat océanique dégradé des plaines du Centre et du Nord, selon une étude du CNRS s'appuyant sur une série de données couvrant la période 1971-2000. En 2020, Météo-France publie une typologie des climats de la France métropolitaine dans laquelle la commune est exposée à un climat océanique altéré et est dans la région climatique Moyenne vallée de la Loire, caractérisée par une bonne insolation (1 850 h/an) et un été peu pluvieux.
Pour la période 1971-2000, la température annuelle moyenne est de 10,8 °C, avec une amplitude thermique annuelle de 15,3 °C. Le cumul annuel moyen de précipitations est de 620 mm, avec 10,5 jours de précipitations en janvier et 7,3 jours en juillet. Pour la période 1991-2020, la température moyenne annuelle observée sur la station météorologique de Météo-France la plus proche, sur la commune de Guillonville à 8 km à vol d'oiseau, est de 11,4 °C et le cumul annuel moyen de précipitations est de 617,9 mm,. Pour l'avenir, les paramètres climatiques de la commune estimés pour 2050 selon différents scénarios d'émission de gaz à effet de serre sont consultables sur un site dédié publié par Météo-France en novembre 2022.

## Urbanisme

### Typologie
Au 1er janvier 2024, Courbehaye est catégorisée commune rurale à habitat très dispersé, selon la nouvelle grille communale de densité à 7 niveaux définie par l'Insee en 2022.
Elle est située hors unité urbaine et hors attraction des villes,.

### Occupation des sols
L'occupation des sols de la commune, telle qu'elle ressort de la base de données européenne d’occupation biophysique des sols Corine Land Cover (CLC), est marquée par l'importance des territoires agricoles (91,1 % en 2018), une proportion sensiblement équivalente à celle de 1990 (91,2 %). La répartition détaillée en 2018 est la suivante : 
terres arables (91,1 %), zones humides intérieures (4,9 %), forêts (4,1 %). L'évolution de l’occupation des sols de la commune et de ses infrastructures peut être observée sur les différentes représentations cartographiques du territoire : la carte de Cassini (XVIIIe siècle), la carte d'état-major (1820-1866) et les cartes ou photos aériennes de l'IGN pour la période actuelle (1950 à aujourd'hui).

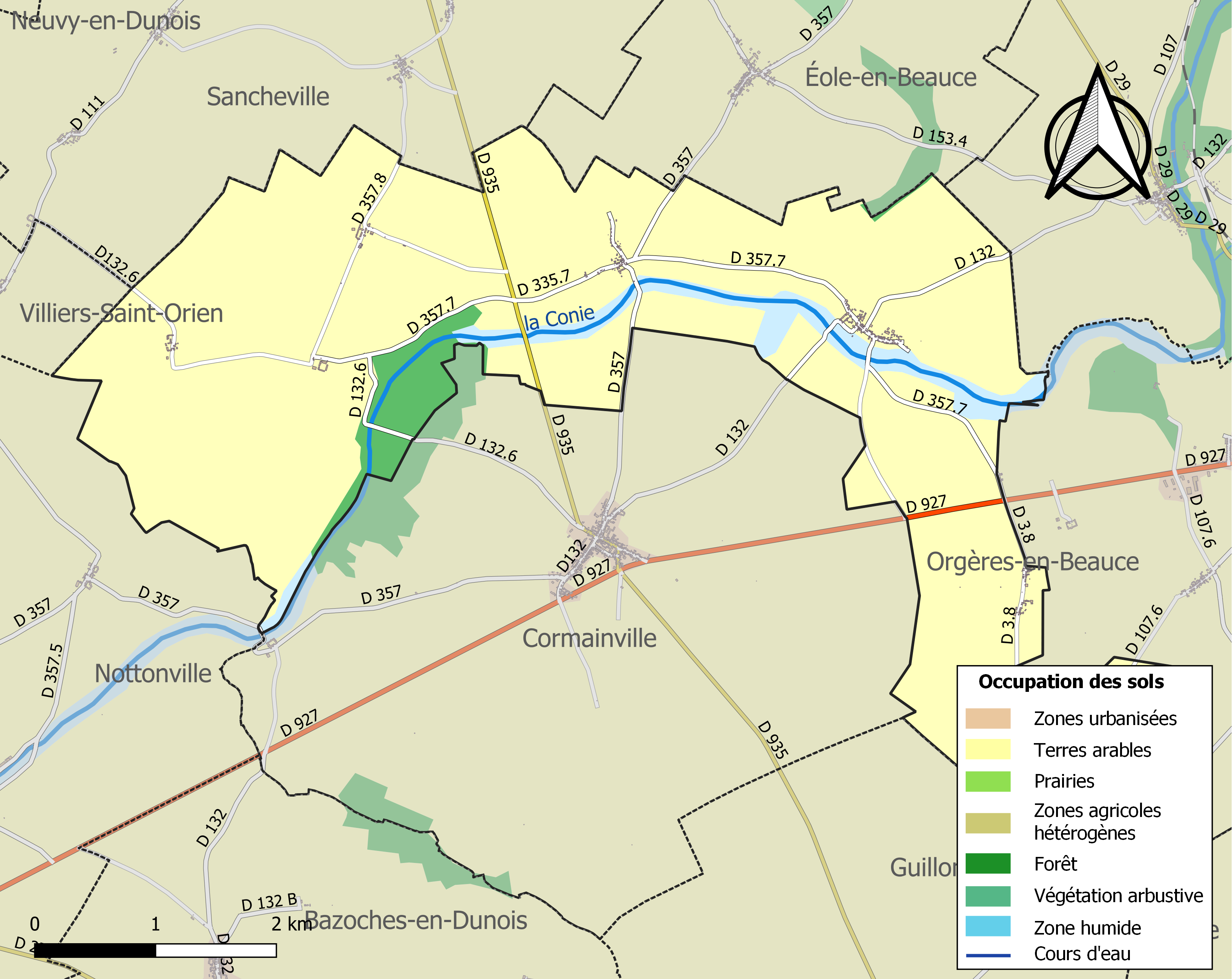
Carte des infrastructures et de l'occupation des sols de la commune en 2018 (CLC).

### Habitat
Les rouches (roseaux de la Conie), mis en bottes, ont longtemps servi pour la toiture des fermes. Par ailleurs, on y trouve la massette à larges feuilles, un roseau « dont les poils et les duvets de ses fleurs, ou quenouilles, servaient à garnir la literie des paysans. »

### Risques majeurs
Le territoire de la commune de Courbehaye est vulnérable à différents aléas naturels : météorologiques (tempête, orage, neige, grand froid, canicule ou sécheresse), inondations, mouvements de terrains et séisme (sismicité très faible). Il est également exposé à un risque technologique, le transport de matières dangereuses. Un site publié par le BRGM permet d'évaluer simplement et rapidement les risques d'un bien localisé soit par son adresse soit par le numéro de sa parcelle.

#### Risques naturels
Certaines parties du territoire communal sont susceptibles d’être affectées par le risque d’inondation par débordement de cours d'eau, notamment la Conie. La commune a été reconnue en état de catastrophe naturelle au titre des dommages causés par les inondations et coulées de boue survenues en 1999,.

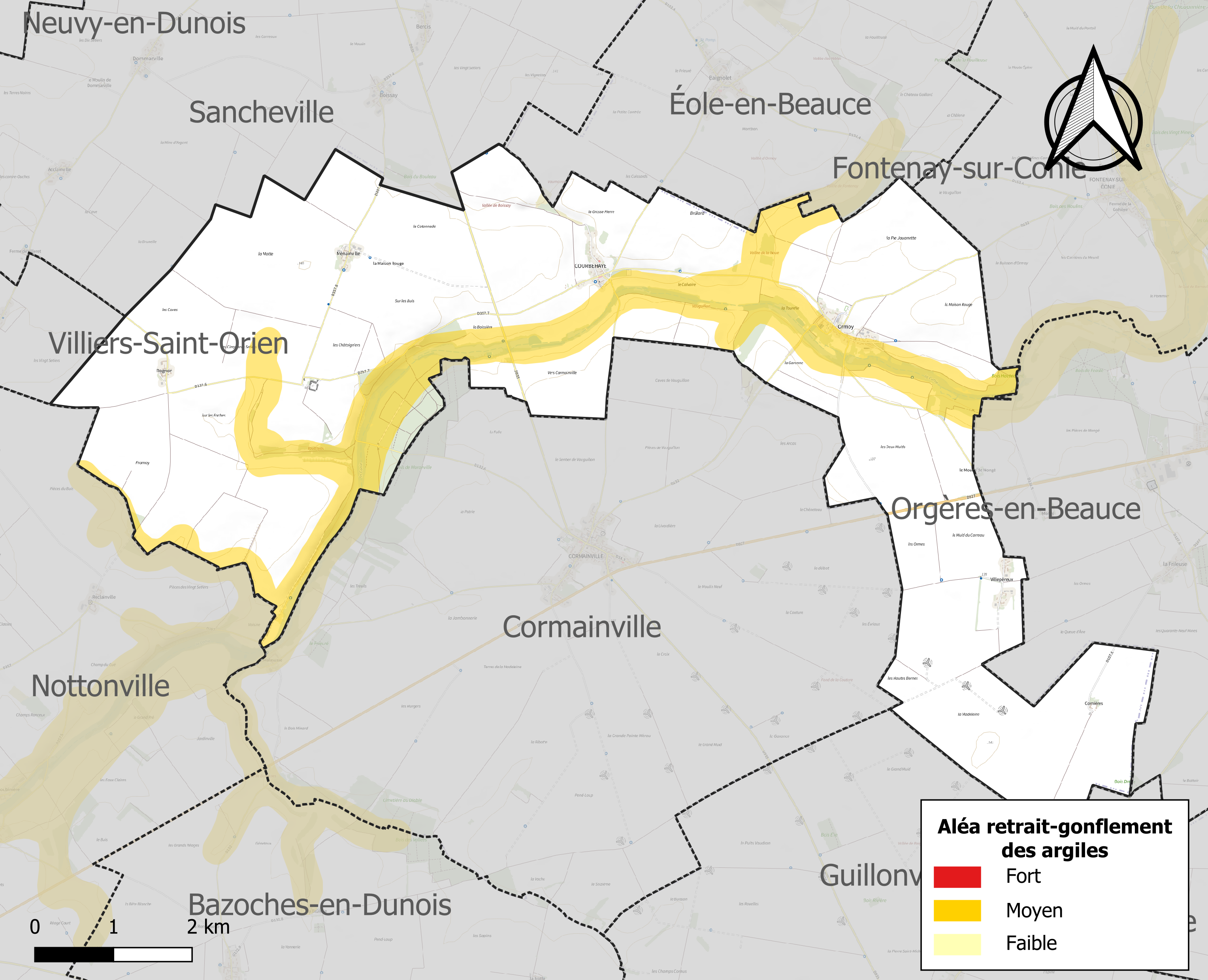
Carte des zones d'aléa retrait-gonflement des sols argileux de Courbehaye.

Les mouvements de terrains susceptibles de se produire sur la commune sont des affaissements et effondrements liés aux cavités souterraines. L'inventaire national des cavités souterraines permet de localiser celles situées sur la commune.
Le retrait-gonflement des sols argileux est susceptible d'engendrer des dommages importants aux bâtiments en cas d’alternance de périodes de sécheresse et de pluie. 18,9 % de la superficie communale est en aléa moyen ou fort (52,8 % au niveau départemental et 48,5 % au niveau national). Sur les 86 bâtiments dénombrés sur la commune en 2019, 25 sont en aléa moyen ou fort, soit 29 %, à comparer aux 70 % au niveau départemental et 54 % au niveau national. Une cartographie de l'exposition du territoire national au retrait gonflement des sols argileux est disponible sur le site du BRGM,.
Concernant les mouvements de terrains, la commune a été reconnue en état de catastrophe naturelle au titre des dommages causés par des mouvements de terrain en 1999.

#### Risques technologiques
Le risque de transport de matières dangereuses sur la commune est lié à sa traversée par des infrastructures routières ou ferroviaires importantes ou la présence d'une canalisation de transport d'hydrocarbures. Un accident se produisant sur de telles infrastructures est en effet susceptible d’avoir des effets graves au bâti ou aux personnes jusqu’à 350 m, selon la nature du matériau transporté. Des dispositions d’urbanisme peuvent être préconisées en conséquence.

## Toponymie

### Attestations anciennes
Le nom de la localité est attesté sous les formes Corbehaia en 1203 ; Curba Haya en 1232, Curvahaia; Curvahaya en 1265; Courbehaie en 1740; Courbehaye en 1757 (carte de Cassini) et 1836 (carte d'état-major) et 1940,.

### Étymologie
Il s'agit d'un composé basé sur l'ancien français corbe « courbe » (substantif), pris au sens de « courbe d'un cours d'eau, méandre de rivière », suivi de l'ancien français haye  « clôture faite d'arbres, d'arbustes, servant à limiter ou à protéger un champ ou un jardin » et qui pouvait avoir le sens toponymique de « lisière de forêt », et par extension de bosquet, « forêt, bois » (cf. forêt de Haye, Meurthe-et-Moselle). Ce qui correspond au site de Courbehaye situé près du méandre (courbe) d’un cours d’eau, d'où le sens global de « méandre de la haie ».
Il peut s'agir aussi  d'une « réduction de curva villa » et de « haie, du francique haga, « bois réservé ». »

### Microtoponymie
- Ormoy, fief et hameau de Courbehaye, est cité sous les formes Ulmeculi vers 1180[3],[33]; villa de Ulmeto en 1232[33]; Vulmedum, Ulmetum en 1265 (terrier de la seigneurie d'Ormoy, 1604)[33]; métairie d'Ormoy en 1681[33]; Ormoi en 1757 (carte de Cassini) et 1836 (carte d'état-major); Ormoy  en 1940[35].

« Ce passage dans Froissart n'est pas sans difficulté : l'édition Buchon donne Ournoy, mais les meilleurs manuscrits de la bibliothèque impériale portent Ourmoy ou bien Ourmay, ce qui est la véritable leçon ; de plus Ourmay reproduit la prononciation du temps, car l'on sait que l'o se prononçait souvent ou, et oi se pronoçait ai. »

— Commentaire sur les Chroniques de Jehan Froissart. Les anglais dans le Vendomois en 1380.
Il s'agit de la formation toponymique médiévale fréquente Ormoy, de l'oïl (ancien français) ormoi, désignant une ormaie, c'est-à-dire un « lieu planté d'ormes » (l'orme est un arbre qui fait partie de la famille des ulmaceae).
- Moronville, château, fief et hameau de Courbehaye, est mentionnée sous les formes Morainville en 1548 et Moronville depuis 1636[33].
- Ménainville, hameau de Courbehaye, attesté sous les formes Menenvilla, Menainville en 1494; Menenvilla en 1586; Menianville, Menainville en 1757 (carte de Cassini), 1836 et 1940[35].

Formations toponymiques en -ville au sens ancien de « domaine rural », précédées sans doute d'un anthroponyme de type germanique selon le cas général.
- Villepereux ou Villepéreux, autre hameau de Courbehaye, est mentionnée sous les formes villae Petrosae en 1084 (Cartularium Dunense) ; Villaperosa vers 1120, Ville Pierrux en 1133; Villaris Petrosi en 1209; Villeirperrox en 1232; Villier Perotte en 1232; Vilersperrous en 1232; Villa Petrosa en 1265; ville de Villerperreus en 1279; mestairie de Villepereux en 1527; Villeperreulx en 1538; métairie non logée de Villeperreux en  1615; métairie non logée de Villpareux en 1688; Villepareux en 1748; Villepateaux en 1791; Villeparreux en 1757 (carte de Cassini) et 1836 (carte d'état-major); Villepéreux en 1836 et 1940[35].

Les formations toponymiques en Ville- (avec l'appellatif ville en première position), dans la région, sont plus tardives que la formule inverse (avec ville en seconde position). Dans ce cas, ville a plus souvent le sens de « village ». Le second élément -péreux représente l'ancien français perreux « pierreux », refait plus tardivement en pierreux. Ernest Nègre explique Villepreux (Yvelines) de la même manière et l'on rencontre le même élément -péreux, au féminin, dans Landepéreuse (Eure).
- Le lieu-dit Cornières est cité en 1480, en dépendance de l'église de la Madeleine de Châteaudun[45].

## Histoire

### Préhistoire et Antiquité
Des individus du genre humain circulent épisodiquement dans la vallée du Loir et de la Conie il y a un million d'années. Des traces d'industrie lithique datées de 300 milliers d'années ont été identifiées au voisinage de Courbehaye et caractérisent la présence de l'Homme de Néandertal : à Courbehaye même a été trouvé un biface ; des bifaces moustériens ont été trouvés à Nottonville à 9 km au sud-ouest de Courbehaye, ainsi qu'à Bonneval à 16 km au nord-ouest de Courbehaye. L'arrivée de l'Homo Sapiens dans le canton est attestée par des objets lithiques attribués à la fin du Paléolithique supérieur et à l'Épipaléolithique, du Magdalénien supérieur (XVe millénaire avant notre ère) à l’Azilien (XIe millénaire), notamment à Poupry (à 18 km au sud-est de Courbehaye) et à Voves (à 12 km au nord de Courbehaye).
Le territoire de Courbehaye a plusieurs millénaires de protohistoire et de présence humaine sédentarisée depuis le Néolithique (Ve millénaire avant notre ère). La carte archéologique de la Gaule inventorie les découvertes de vestiges et mobiliers archéologiques sur huit sites localisés dans la commune, notamment des enclos quadrangulaires entre les lieux-dits Les Châtaigniers (près de Moronville) et Les Buis (près de Ménainville) avec de la céramique protohistorique, ainsi qu'au Carreau (près de Villepéreux) et à la Grande Cour. À Courbehaye a été trouvée une hache polie en silex. Deux fragments de hache polie sont identifiés à Ormoy et une hache taillée en silex a été trouvée aux Cornières. En 1965, « l'abbé Nouel présente une hache polie géante en roche verte (en serpentine) trouvée à Moronville, commune de Courbehaye (Eure-et-Loir) et appartenant à M. Hurault (de Moronville). Cette hache est brisée vers la pointe ; telle qu'elle est, elle mesure 0,29 m. ; complète elle atteindrait sans doute 0,33 m. : ce serait pour la Beauce la plus grande qu'on connaisse en roche étrangère. »
Des sites mégalithiques (IVe millénaire avant notre ère) suivent la vallée de la Conie et parsèment le plateau de Beauce proche : « les concentrations se trouvent à Lutz-en-Dunois, autour de Nottonville et à la confluence des deux Conie, autour d'Orgères et Tillay-le-Péneux ». Ainsi, jouxtant le nord du village de Courbehaye, le lieu-dit la Grosse Pierre est l'indication d'un dolmen. À l'est d'Ormoy, « près du bois de Féalet et d'Orgères, sur la gauche de la vallée, deux tables de dolmen, dont l'une ne mesurait pas moins de 4 m. 20 de longueur sur 1 m. 60 de largeur, ont été brisées (...) et se rattachaient au groupe (...) de la haute Conie et des environs de Viabon. » Elles sont dans le prolongement du Dolmen de la Puce et de la Pierre de Garguanta à Fontenay-sur-Conie : « sur le versant gauche de la vallée sèche qui va de la Maladrerie à la Conie, la carte d'État -Major figure un dolmen qui existe encore au haut d'une petite éminence, à 400 mètres de la Conie. »
L'âge du bronze (IIe millénaire avant notre ère) est représenté dans le voisinage de Courbehaye, avec des hâches découvertes à Fontenay-sur-Conie, Guillonville et Bazoches-en-Dunois.
Durant l'âge du fer, la région est influencée par la culture de La Tène (450 à 51 av. J.-C.) qui succède à la culture de Hallstatt (800 à 450 av. J.-C.),. Ces transitions progressives entre cultures matérielles sont le berceau de structures de populations recomposées menées par des élites indo-européennes de langues celtiques. Dérivé du celtique commun, « le gaulois est la langue celtique parlée en Gaule dont on peut attester les premières formes vers le IVe siècle av. J.-C.. » À Nottonville, au bord de la Conie, a été découverte une « cachette de métallurgiste de l'âge de fer », comprenant une centaine de demi-produits en formes de haches et barres bipyramidales, dont la valeur peut avoir un usage d'échange pré-monétaire.
Courbehaye et ses hameaux deviennent des localités de la Gaule celtique sur le territoire des Carnutes, intégrées ultérieurement dans la civitas Carnutum de l'Empire romain. Une villa antique est repérée sur les lieux-dits les Deux Muids / le Moulin de Mongé entre Ormoy et Villepéreux : elle est occupée de 120 av. J.-C. à 700. Non loin de là, une villa gallo-romaine est identifiée vers Cormainville au lieu-dit le Gât des Pierres / le Chêneteau et est occupée de 50 à 275. Une autre villa est localisée au nord-est d'Ormoy, au lieu-dit  la Maison Rouge. Par ailleurs, à l'ouest de la commune, les restes d'une villa antique sont identifiés près de la Ferme de Ménainville ; à la Cotonnade se trouvent les traces de bâtiments  autour d'une cour quadrangulaire avec des restes de tegulae et céramiques. Des monnaies antiques ont été trouvées à divers endroits de la commune, ainsi qu'« un cachet d'oculiste en stéatite (0,05 sur 0,014  sur 0,0007 m) avec inscription : (1ère face) Tib(erii) Claud(ii) carpi / carpi // 2e face) Dialepid(os) ad aspr(itudinem)/ diale(pidos) // (3e face) Tib(erii) Claudi Carpi/ Carpi// (4e face) Euvodes ad clar(itudinem)/ewo(des) » à Ménainville. Au sud de la commune, un sesterce de Néron a été trouvé à proximité du chemin de César de Châteaudun à Allaines. Une monnaie romaine de Valérien a aussi été trouvée.

### Moyen Âge
Au Moyen Âge, tout comme Bazoches-en-Dunois, Bourneville, Guillonville, Villeneuve-sur-Conie, Patay, Cormainville et Baignolet, Courbehaye est une dépendance de l'abbaye de Bonneval, fondée en 857 et rattachée à l'évêché de Chartres. En 865, la translation des reliques de saint Florentin de Brémur à l'abbaye de Bonneval suit un chemin de Roanne à Orléans puis prend la route d'Orléans à Chartres jusqu'à Orgères et poursuit via Baignolet.
La crainte des attaques vikings force les moines de l'abbaye de Bonneval à se réfugier à Châteaudun de 863 à 865. Les normands dirigés par Rollon ravagent le Dunois durant l'été 911 : l'abbaye de Bonneval est pillée et brulée. Elle est restaurée vers 965.
En l’an 1110, face aux usurpations de terres par Hugues du Puiset, le roi Louis VI le Gros prend sous sa protection l'abbaye de Bonneval et ses dépendances. En outre, le roi « Louis-le-Gros avoit pris sous sa protection la ferme de Villeperreux, Villerium petrosîum, paroisse de Courbehaye, appartenant au Chapitre de la Madeleine. » En 1122, Louis VI est médiateur entre l'abbaye et Hugues du Puiset.
« Sous le prétexte du droit de past et de gîte dont personne n'avait jamais entendu parler, (le seigneur du Puiset) dévorait la substance des pauvres tenanciers. Pour faire diversion, il s'abattit sur le territoire de Cormainville et vint y piller les récoltes de l'abbaye de Bonneval en soumettant ses gens à de semblables vexations. Il fallut une charte de Louis le Jeune, datée du palais de Janville, en 1141, pour le débouter de ses droits prétendus sur la terre de Cormainville. »
En dépendance de l'abbaye de Bonneval, un prieuré de Bénédictins s'établit au hameau d'Ormoy, qui constitue un fief distinct de Courbehaye. « Bonneval posséda jusqu'à 28 cures et 18 prieurés (...) le fleuron de la couronne abbatiale était le domaine et les dépendances de Cormainville (...) et la belle métairie d'Ormoy. »

« Confirmation par Thibaut V, comte de Blois, d’un accord entre l’abbaye et Jean de Secourray, Johannes de Succurreio, pour cinq métairies près de Cormainville : super V mesnilia prope Columbanam villam ita apellata Ulmeculi, Villare Bonutn, Bout, Pende Lupum, Concellus »

— v. 1180 (citant Ulmecuti-Ormoy), Cartularium Dunense
.

« Item omnimoda justicia tam alta quam bassa in villis, videlicet de Bangnoleto, de Curvahaya, de Ulmeto, de Villa Petrosa et de Guillon villa, in terra monachorum, in censivis et terragiis eorumdem, eisdem monachis »

— 1203 (citant Curvahaya-Courbehaye, Ulmeto-Ormoy, Villa Petrosa-Villepéreux) , Charte de l'Abbaye de Bonneval

« Confirmation par Jean, chevalier orléanais (Johannes, miles Aurelianensis), d'un accord fait par lui avec les religieux de Bonneval sur ce qu'il possédait à Patay, Cormainville, etc. : Ego Johannes miles Aurel' notum facio universis presentibus pariter & futuris quod fratribus meis Herberto & Pagano volentibus & concedentibus, quandam pactionem supra quibusdam tensamentis Patay videlicet & Colummelle, Nove Ville Espessoleiz, Willumville, Villegauberti, Villarispetrosi, Basochiarum, Buxeti, Pertuseit, Presneville que ad feodum meuum quod de Petro de Meso milite teneo pertinent, candem ratam volo permanere & stabilem sicut in autentico Aurel' Episcopi continetur. Quod ut ratum perseveres & stabile, sigilli mei munimine confirmavi. Actum anno gratie MCCIX »,

— 1209
.

« Accord entre les religieux de Bonneval et Philippe, curé de Courbehaye, pour les droits paroissiaux de certaines maisons nouvellement bâties à Courbehaye : super jura parrochialia quarumdam domuinn de novo in parrochia de Curvahaia fundatamm »

— 1230
.

« Sentence des abbé et prieur de Saint-Rémy et du prieur de Saint-Jean de Sens déclarant que c'est injustement que Simon, seigneur de Rochefort, réclame des droits de procure dans les villes de Baignolet, Courbehaye, Ormoy, Villepreux et Guillonville, in villis de Balneloto, Curvaliaia, Ulmeto, Vilersperrous et Guillonvilla »

— 1232
« En 1232, Simon de Rochefort, seigneur du Puiset et pénultième vicomte de Chartres fit et passa en faveur des abbés et religieux de Bonneval la charte suivante : »

« Moy, Simon, seigneur de Rochefort et du Puyset, vicomte de Chartres, à tous ceux qui ces lettres présentes verront, salut dans le Seigneur ; que tous sçachent que j'ai vendu et abandonné pour toujours aux hommes vénérables abbé et moines de Bonneval, pour quatre mille livres tournois, tous les cens que j'avais et que je devois avoir et que j'avois coutume de percevoir dans la ville de Bonneval et dans les autres lieux et villages (...) je reconnois que ni moi ni mes héritiers n'avions ni devions avoir aucun droit de recevoir les procurations qui sont appellées vulgairement les gistes que j'ay quelquefois perçus à Palnolitus, à Curbehay, à Ormoy, à Villier Perotte et à Guillonville, au sujet desquels lesdits abbés et moines (...) avaient excité contre moi un procès parce que j'avois perçu lesdites procurations à tort à leur préjudice et charge. Je leur ai abandonné et remis tous les droits que je disois avoir dans tous les villages, soit pour la haute et moyenne justice, soit pour y percevoir les procurations, soit pour toutes les autres choses, et leur ay vendu et abandonné à perpétuité toutes ces choses. »

« L'an 1250, Robert, dit le Gros, de Bagnolet, donna aux religieux de Bonneval tous les acquêts qu'il avoit faits du vivant de sa femme Milesende, à Villarceaux, Villepreux, Ormoy et Courbehaye, à titre d'aumône par acte fait en présence de Mgr l'évêque de Chartres. »

« Don par Robert le Gros de Baignolet, Robert us dictus Crassus de Banolet, de 12 mines de terre à Poireux, 11 mines à Ormoy, 18 mines à Courhehaye et un hébergement à Baignolet : duodecim minas terre semeure in territorio de Perrolo, undecim minas in territorio de Ulmeto, decem et octo minas in territorio de Curva Haya et herbergamentum situm apud Balnoletum. »

— 1250-1251

« Item omni moda justifia tara alta quam bassa in villis, videlicet de Bangnoleto, de Curvahaya, de Ulmeto, de Villa Petrosa et de Guillonvilla, in terra monachorum, in censivis et terragiis eorumdem. eisdem monachis libère et quitte perpetuum remanebit. »

— Accord entre Jean de Châtillon, comte de Blois, et les moines de Bonneval pour la justice et les coutumes dans les villes de Bonneval, Saint-Calais, Saint-Maur, la Touche, Givais, la Ville-du-Bois, Baignolet, Courbehaye, Ormoy, Villepareux et Guillonville , 15 juin 1265
Contrairement à Courbehaye et Ormoy qui dépendent de Bonneval, le hameau de Villepéreux et le lieu-dit Cornières  deviennent des biens de l'église de la Madeleine de Châteaudun, comme l'église d'Orgères-en-Beauce. Comme Bullainville, Ménainville est partiellement dépendant du chapitre de Notre-Dame de Chartres.

« Prioratus de Curva Haya »

— 1351, Pouillé de Sens

Durant la guerre de Cent ans, la région de Bonneval est ravagée par la chevauchée du comte d'Évreux Philippe de Navarre en janvier 1357.

« Audit moys de janvier, monseigneur Phelippe de Navarre chevaucha de Constentin jusques à Chartres, et de là à Bonneval, et s'en retourna audit pays de Constentin en gastant les pays par lesquels il passa; et toutes voies disoit-l'en qu'il n'avoit pas plus de huit cens hommes ou environ. »

— 1357, Grandes Chroniques de France

La chevauchée d'Édouard III en avril 1360 atteint Bonneval et Châteaudun, avant la signature du traité de Brétigny. 

« Et quant lesdis Anglois orent demouré sur les champs jusques environ heure de tierce, il s'en partirent et s'en alèrent après leur charios et leur autres batailles qui s'en aloient devant le chemin vers Chartres. Et boutèrent les feux, dès le samedi précédent, en grant foison des villes entour Paris de ce costé. Et alèrent jusques vers Bonneval et vers Chasteaudun. Et firent assez sentir tant par l'abbé de Cligny, légat du pape en France pour traitier de paix, comme par autres, que il entendroient volentiers audit traictié de paix, se ledit régent vouloit envoyer par devers eux. »

— 1360, Grandes Chroniques de France
Des bandes de Robert Knolles sont signalisées à Châteaudun et Bonneval en 1370.
La chevauchée de Buckingham pille le hameau d'Ormoy (paroisse de Courbehaye) le 1er septembre 1380 après des combats au Puiset et à Sancheville.

« Audit mois de juillet l'an dessusdit, passèrent la mer d'Angleterre à Calais messire Thomas, fils du roy d'Angleterre, et plusèurs autres Anglois jusques au nombre de sept ou de huit mil combattans, et chevauchièrent au royaume de France (...) puis chevauchièrent par le Gastinois et par la Beausse, et droit vers Bonneval et de là au pays de Bretaigne là où messire Jehan de Montfort les reçut. »

— 1380, Grandes Chroniques de France

« L'armée anglaise détruit le moulin de Janville, brûle la tour du Puiset et, pressée par le manque d'eau, vient gîter à Ormoy sur la Connie, où elle se repose deux nuits. Le lendemain, elle traverse La Ferté-Villeneuil près de Châteaudun. »

— Introduction au deuxième tome des Chroniques de Jehan Froissart

« Assez près de là a un gros village que on dit au Puiset. Là vinrent ceux de l'avant garde diner ; et le comte de Bouquinghen se dîna à Yauville. (...) et se hâtoient les Anglois de passer délivrément celle Beausse pour le danger des yaulves dont ils étoient à grand meschef pour eux et pour leurs chevaux ; car ils ne trouvoient que puits moult parfons, et à ces puits ne avoit nuls sceaux. Si avoient trop grand danger d'iaulve, et eurent tant qu'ils vinrent à Ournoy ; et là se logèrent sus la rivière de la Keyne, et là se reposèrent et rafreschirent deux nuits et un jour. Au lendemain ils se délogèrent et s'en vinrent à Ville-Noefve la Fraite en la comté de Blois, à la vue de Chasteldun. »

— 1380, Chroniques de Jehan Froissart, livre IL, chapitre LXIX
En 1417, « les métairies de Cormainville et d'Ormoy (Courbehaye), dépendant de l'abbaye de Bonneval, sont dévastées. »
« Il fallut beaucoup de temps et d'argent pour relever toutes ces ruines. Placée en face de tenanciers aussi pauvres qu'elle-même, l'abbaye eut besoin de près d'un siècle d'économie, de travaux et de restaurations. René d'Illiers, abbé de Bonneval, justifie l'emploi des grandes sommes dépensées, sous son administration, en prouvant que les métairies de Cormainville et d'Ormoy, qu'il avait rebâties, n'étaient plus que de chancelantes masures. »

### Temps modernes
La Renaissance voit s'accroitre le nombre d'actes administratifs concernant Courbehaye et Ormoy.

« Aveux de l'abbaye de Bonneval par Guillaume de Morais (1474) pour la seigneurie de Montjay, paroisse de Courbehaye. ».

— 1474

« Inventaire des titres du prieuré de Saint-Sulpice de Courbehaye : baux »

— 1482

« Ils savent bien que le lieu d'Ormoy est une maison abbatiale dépendante de ladite abbayïe de Bonneval, et que depuis 6 ou 7 ans ledit lieu étoit en total ruiné, et que mon dit sieur évêque de Chartres et commandataire de l'abbayïe de Bonneval l'a fait réédifier tout de neuf, la chapelle, maison, salle, cuisine, chambres, pressoir, étables, clôture, jardin, eaux, vignes et autres choses nécessaires, honnêtes, utiles et profitables pour ladite abbayïe. »

— 30 juin 1502, Pierre Aragot et Jean Vilain.

« Ormoy, dont on vient de parler dans le certificat ci-dessus, est une dépendance de la paroisse de Courbehaye, dans laquelle il existait autrefois un couvent de Bénédictins dépendant de l'abbayïe de Bonneval et dont il était une espèce de succursale. L'abbé de Bonneval y en envoyait un certain nombre qui s'y occupait à défricher les terres incultes, et il en existait beaucoup dans cette contrée. Dans la suite, l'amélioration de la culture du pays et la réduction accidentelle et momentanée du nombre des moines du couvent de Bonneval, rendirent déserte cette succursale, qui ne devint pendant quelques siècles que la maison de campagne des abbés de St-Florentin. Depuis l'abolition de la Pragmatique Sanction, les abbayïes tombèrent en commande, les abbés négligèrent alors leur maison d'Ormoy, même leur maison abbatiale de Bonneval qui, bâtie avec tout le luxe du tems, leur offrait toutes les commodités et les agrémens de la vie ; ils les laissèrent tomber en ruine. À l'époque où le petit couvent d'Ormoy fut occupé par des moines, Moronville, qui comme Ormoy dépend de la paroisse de Courbehaye, avait un château dont le seigneur s'appellait Morinville. Il fut souvent en procès avec les moines, tant à cause de la seigneurie de Courbehaye qu'il partageait avec eux qu'à cause de la chasse. »

— Histoire abrégée de l'abbaye de Saint Florentin de Bonneval, p.134

« Baux des dimes et champarts de Courbehaye, à raison de 2 gerbes par setier tant en blé que en mars, sainfoin et autres choses ».

— 1507

« Accord entre Jean de Bombel, seigneur du Petit Senellay, et Pierre de Patay, seigneur de Nonneville, pour la propriété de la métairie de Menainville, paroisse de Courbehaye »

— 1514

« Baux de la métairie non logée de Villepreux, paroisse de Courbehaye, comprenant 9 à 10 muids de terre labourable, « Villepereux » (...) En 1527, la métairie comprenait maison à demeurer, grange, bergerie, cour et hangar; mais dès 1615, les bâtiments sont mentionnés comme détruits. ».

— 1527
La tour de la ferme de l'établissement religieux d'Ormoy est reconstruite au XVIe siècle.

« Baux du revenu temporel du prieuré de Courbehaye, consistant en maison, écurie, bergerie, étable, cour, jardin et autres aisances composant la demeure dudit prieuré, avec 10 muids et demi de terre labourable ou environ, la rivière de Courbehaye depuis le pré de Courbehaye jusqu'à la rivière des Grandes eaux, prés, pâtures, aulnaies, et pêcherie, plus 18 setiers d'avoine et 11 setiers et mine de froment de cens et rente sur la métairie de la Folie. ».

— 1538

« Vente à Ambroise Fézy, marchand à Orléans, de la métairie de Queue d'Ane, paroisse de Courbehaye, moyennant 1350 livres. » (mestairie de Gaubert, aultrement appelée Frileuze, au terrouer de Queue d'Aane)

— 1564

« Baux du revenu général de l'abbaye de Bonneval. (...) à l'abbé de Bonneval, 6 charretées de foin, autant de paille et un muids d'avoine pour la nourriture de ses chevaux et un tonneau de vin du crû d'Ormoy »

— 1570

« Terrier des seigneuries d'Ormoy et de Villepreux, par-devant N. Jardé, notaire à Bonneval (les étrises, ouches et jardins sont chargés d'un setier d'avoine d'avenage par setier de terre). ».

— 1604
1610 : « Le 6 mai 1610, il fit une si forte gelée et il tomba de la neige en si grande abondance que depuis on a appelé cette année « l'année des neiges ». On a remarqué qu'il s'en était conservé une grande partie dans les fossés de. la ville de Chartres, sans se fondre jusqu'en juillet. »

« Procédures contre Jean Mallet, curé de Courbehaye, et autres particuliers pour les grosses et menues dîmes et les novales de Courbehaye »

— 1610
1630: « Procès verbaux des visites faites par Blaise Le Féron, archidiacre de Dunois (...) En 1630, à Courbehaye, Le Féron constate l'absence de statue de St. Sulpice et St. Antoine, patrons de l'église du lieu "pourquoy avons ordonné que l'on en fera faire au plus tost". »

« Ordre est donné au curé de Courbehaye d'avoir une soutane sous peine de suspence »

— 1630, Les Visites pastorales dans le diocèse de Chartres pendant la première moitié du XVIIe siècle
1634 : « Le sieur de Moronville s'est marié à Villeau à sa cousine germaine sans le consentement du curé de Courbehaye. »
1647 : « Accord avec Jeanne de Carnazet, veuve de Paul de Villereau, seigneur de Fains, pour une rente de 10 setiers de blé et 15 setiers d'avoine, à Ormoy-sur-Conie. »
1648 :« Blaise Le Féron, archidiacre de Dunois (...) nota que le curé est blasmé d'ivrogne et que l'on se scandalise de sa servante. »

« Les violences après boire apparaissent en 1643 à Courbehaye où un laboureur déclare que le curé  s'étant enivré "luy a dit quantité d'injures, l'appelant excommunié". »

« Le cas le plus scandaleux est celui de la servante de Loire, curé de Courbehaye : un paroissien déclare que "tout le monde tient que la servante qu'il a chez luy est une garce et que luy déposant a entendu dire audit Loire curé que les femmes de bien en vont point servir les prebtres (...) au lieu d'aller confesser un mourant, il a dit "je voudrois que le diable l'eust déjà emporté". »

— 1648, Les Visites pastorales dans le diocèse de Chartres pendant la première moitié du XVIIe siècle

« Ordre est donné aux curés de St-Sauveur de Bonneval, Bagnolet, Courbehaye et Fains d'expulser des servantes scandaleuses ou trop jeunes. »

1650 : « Concernant l'administration des sacrement, en 1650, le curé de Courbehaye se plaint du vicaire de la paroisse voisine de Cormainville qui "a baptizé et receu au sacrement de pénitence et à celuy de l'autel plusieurs de ses paroissiens sans sa permission". »
1652 : Pic de décès à Courbehaye (36 actes).

« Terrier des seigneuries d'Ormoy et Villepreux, par-devant G. Tardiveau, notaire royal à Bonneval. »

— 1654
1662 : « Le 8e  jour de septembre 1662, a esté béniste la grosse cloche de cette église. Le parain Paul de Villereau, escuier, sieur de Corbehaye, la maraine damoiselle Marie de Villereau, sa sœur. Signé: Paul de Villereau; M. de Villereau; Sureau; L. Roulliay; P. Leroux. » (...)« Le 29e  aoust 1662, l'image de saint Sulpice a esté bénie et posée sur le grand-autel. »
1666 : « Procès criminel contre Anne du Temple, sergent, pour tentative d'assassinat sur Paul de Villereau, seigneur de Courbehaye »

« Procès entre Pierre Chauvin, curé de Courbehaye, et Étienne Lubin pour les dîmes et champart de l'abbaye d'Ormoy »

— 1666
1668 - Courbehaye : 120 communiants

« Baux de la métairie d'Ormoy, paroisse de Courbehaye, consistant en maison, écurie, bergerie, grange, étable à vaches, colombier à pied, cour et jardin, le tout clos de murs, et 12 muids de terre labourable ou environ, audit lieu d'Ormoy et ès environs. — Procès-verbal de visite de la dite métairie »

— 1673

« État du revenu temporel de l'abbaye de Bonneval (...) dimes de Courbehaye : 2 oies grasses, 60 livres »

— 1681

« Déclaration & dénombrement des fiefs, terres et seigneuries, biens et droits appartenans à Messieurs les abbé et religieux, prieur et couvent de St- Florentin de Bonneval (...) le lieu, terre et métairie d'Ormoy, avec le droit de justice,
baronnie et châtellenie, droits de cens, rentes, avenages, champarts et autres droits seigneuriaux, avec le manoir et métairie dudit lieu, consistant en maison, granges, étables, bergerie, colombier, cour, jardin, garenne, prés, rivière et terres labourables, le tout contenant seize muids de terre avec le bois (...) le fief de Cousant, sis à Ormoy, que tenoient Bellamy,
Martin Clouet, Geuffroy, Martin et autres, qui contient environ dix-huit setiers de terre, tant en labour que prés. »

— 1686

« Au mois de janvier 1687, le feu fut mis à une tourelle d'Ormoy et y causa des dommages considérables. »

— 1687

« Procès contre Jean Parvis, curé de Courbehaye, réclamant du prieur une somme de 25 livres pour la célébration du service aux 4 principales fêtes de l'année et le jour de Saint-Sulpice. — Lettre de frère Jean Prou, religieux de Saint-Germain-des-Prés, à dom Pierre de Saint-Paul, prieur des Feuillants à Lyon : « Paris, 12 aoust 1690. Le curé de Courbehaye prétend que le prieur doibt luy payer 25 livres par chacun an pour les services des 5 festes solennelles qu'il dit que le prieur est obligé de faire célébrer en qualité de curé primitif. A quoy on respond que le prieur supposé qu'il soit curé primitif, a droit de faire l'office les jours des 5 festes solennelles, quand bon luy semble, mais qu'il n'y est pas obligé, n'estant qu'un droit honoraire, et qu'en son absence le curé ou vicaire perpétuel est obligé d'acquitter tout l'office sans pour cela pouvoir prétendre aucune rétribution. » »

— 1690
Les mauvaises récoltes de 1692 et 1693 amènent la grande famine de 1693-1694, avec un pic de 28 décès à Courbehaye en 1694.
1699 : Pic de décès à Courbehaye (22 actes).
1702 : Pic de décès à Courbehaye (22 actes).
1707 : « Le 19 juillet 1707, il a fait une chaleur si excessive qu'il y a eu plusieurs personnes qui ont été suffoquées aux champs : 2 à Varise, 1 à Fontenay, 1 à Baignollet et 1 à Villeau et un très grand nombre qui en ont été à l'extrémité. On dit que plus de 100 chevaux en « sont morts sur le chemin d'Orléans à Paris. » Pic de décès à Courbehaye (18 actes).
1709-1711 : Plateau élevé de décès à Courbehaye.

« L'an 1717, le vendredi 22 octobre, j'ay béni solennellement la croix en forme de calvaire qui est sur le chemin à l'aller d'Ormoy à Courbehaye. Signé : Connay »

1726-1728 : Pics de décès à Courbehaye (22-19-21 actes) et à Fontenay-sur-Conie (50-32 actes)

« Procédures contre Louis François, curé de Courbehaye, et contre divers particuliers, censitaires des seigneuries d'Ormoy et de Villepreux, pour le paiement des droits seigneuriaux dus à l'abbay »

— 1738
1737-1739 : Pic de décès à Courbehaye (11-18-27 actes) à et Fontenay-sur-Conie (12 actes en octobre 1737, 37 en 1738 et 29 en 1739).
1740 : « — Aveu au fief du Petit-Jay, pour la terre du Grand-Cornière, paroisse de Courbehaye. »

« Procès contre Ismaël de Villereau, seigneur de Moronville, pour la justice de Courbehaye, Ormoy, Villepreux et Menainville. (...) Procès contre Pierre Lemaire de Crouy, seigneur de Courbehaye, pour la délimitation des pâtures de Moronville. »

— 1740-1743

« Adjudication de la maison de la Normandie à Ormoy, paroisse de Courbehaye »

— 1742
1746-1748 : Pics de décès à Courbehaye (le pic à Fontenay-sur-Conie est en 1748).

« Adjudication d'un bois taillis sis au Vivier d'Ormoy, entre la chapelle de Sainte-Colombe et ledit Ormoy. »

— 1750
1752 : « Adjudication du moulin à vent de Menainville, paroisse de Courbehaye. »
1753 : Pics de décès à Courbehaye.

1758 : « le 21 juillet 1758, vers 4 heures du soir grêle à Cormainville et à Courbehaye. » Pics de décès à Courbehaye en 1758 (20 actes) et à Fontenay-sur-Conie (30 actes). 

« Terrier des seigneuries d'Ormoy et Villepreux, par-devant Philippe Briand, commissaire aux droits seigneuriaux pour la rénovation des terriers de la chatellenie de Bonneval. — Noms des terroirs et champtiers : le Gast des Pierres, le Calvaire, les Tourelles, la Maison Rouge, la Pijouanette, Machelainville, les Clozeaux, les Ormes, le moulin de Monjay, le Fossé blanc, etc. »

— 1758

« Actes de foi et hommage à l'abbaye de Bonneval par Charles-François, comte de l'Aubépine (1750), et Armand-Louis-Joseph Paris de Montmartel, marquis de Brunoy (1769), pour 5 muids de terre faisant partie de la métairie de Chavenay et pour 10 setiers de terre au terroir d'Ormoy. »

— 1750-1769
1765 : « Inventaire des titres du prieuré de Saint Sulpice de Courbehaye : baux (1482-1741); cens et rentes (1575-1710). »
1774 : « Bail du moulin de Pierre, paroisse de Courbehaye. »
1789 : « Assemblée électorale le vendredi 27 février 1789. Président : Bourgeois, syndic de la municipalité » ; cette assemblée de la paroisse a pour objet « la nomination de députés à la réunion qui doit se tenir à Chartres le 2 mars 1789 » : Jacques Delaubert l'aîné et Jean Le Scesne, laboureurs, sont délégués pour se rendre à Chartres. Sont aussi présents à Chartres « M. Jean Malet, curé de Courbehaye (...) Dom Charles de Soublieu, religieux bénédictin de l'abbaye de Bonneval, (...) comme fondé du pouvoir de dom Louis-François Le Brun, religieux profes de la congrégation de Saint-Maur, prieur régulier de Saint-Sulpice de Courbehaye. » Outre la députation vers Chartres, Courbehaye en tant que « paroisse du ressort du bailliage de Yenville » comparait aussi le 9 mars 1789 dans l'assemblée préliminaire du « bailliage de Janville, secondaire d'Orléans ». « Onze paroisses comparurent à la fois à Janville et dans d'autres bailliages, savoir : (...) Courbehaye, (...) Bourneville, Bonneval (...). »
1790 : « Cahier pour l'inscription des mariages, naissances et décès des Réformés des paroisses de Baignolet et Courbehaye. »
Le prieuré d'Ormoy est saccagé lors de la Révolution française. La métairie d’Ormoy, paroisse de Courbehaye, est vendue comme bien national le 17 mars 1791.
Le district de Janville est défini le 13 avril 1791 et « les paroisses ou lieux faisant limites du district de Janville et qui lui appartiennent sont (...) vers le sud, Damberon, Pouprix, Lumeau, Terminier et Guillonville ; vers l'ouest, Bourneville, Courbehaye, Baignolet, La Folie-Herbaut, Villars et Montainville. »

### Époque contemporaine
1839 : Pic de décès à Courbehaye (12 actes).
1842 : Pic de décès à Courbehaye (15 actes).
Lors de la guerre franco-allemande de 1870, 4 700 Allemands ont séjourné à Courbehaye du 29 novembre 1870 au 12 mars suivant, avec une concentration de troupes bavaroises du 29 novembre au 2 décembre lors de la bataille de Loigny-Lumeau-Poupry, puis les 21 décembre et 22 décembre 1870.

« Le 9 octobre au soir, plusieurs gardes nationaux de Cormainville et de Courbehaye, étaient logés chez des habitants d'Orgères, et le 10 au matin, ils accompagnèrent environ 60 gardes nationaux d'Orgères qui allèrent s'embusquer dans les bois de Cambray et y attendre l'ennemi. (...) L'embuscade des gardes nationaux retarda l'ennemi dans sa marche pendant plusieurs heures. Ce fut assez pour donner aux Français qui étaient à Artenay, le temps de se replier sur Chevilly. »

« (2 décembre 1870) Quant-aux Allemands, la 17e avait sont gros à Lumeau, le reste à Fougeu et à Loigny. Le 1er corps bavarois était à Loigny, Fougeu, Villerand, Orgères, la Maladerie, Tanon. Deux brigades de la 4e division de cavalerie cantonnaient à Cormainville, Courbehaye et Sancheville, la 3e à Lumeau. »

« Le 2 décembre, le nommé Louis Dorson, habitant du hameau de Villepéreux, menacé d'incendie par les bombes qui tombaient autour de ce hameau, se retirant à Ormoy, a été tué par les Allemands qui battaient en retraite sur ce dernier hameau et qui ont incendié l'étable du nommé Henri Delaubert, de Villepéreux. »

— 2 décembre 1870
1894 : Pic de décès à Courbehaye (14 actes). En septembre 1894, l'armée fait des manœuvres dans la région.

« Les fièvres de la Conie (paludisme) ont sévi longtemps dans la région. En 1880, plus de cinquante
personnes furent atteintes à Orgères. Tous les villages avaient leurs malades et, à Ormoy, il fut encore signalé cinq cas de paludisme en 1916. La maladie était si notoire qu'il était demandé aux conscrits malingres s'ils n'étaient pas
nés au bord de la Conie. Depuis, heureusement, l'hygiène a bien progressé. »

Dès avant 1914, la Conie fait l'objet de travaux visant à la canaliser. À la suite d'un décret présidentiel du 20 mars 1915 et d'une circulaire du 5 novembre 1917 du ministère de l'agriculture concernant la « main d’œuvre prisonnière », des prisonniers de guerre allemands participent à l'assainissement de la Conie.
1914-1918 : « Aux enfants de Courbehaye morts pour la France » : Ernest Pelletier, Émile Crosnier, Cyrus Bourgeon, Raymond Pelé, Paul Lemoine, Gaston Allard, Gustave Grez, Ovide Gaujard, Paul Roger, Sylvin Pelletier, Arthur Roger.
1915 : Courbehaye accueille trois enfants provenant de Ferrière-la-Petite, réfugiés du département du Nord lors de la Première Guerre mondiale.
1940 : À la suite de réfugiés qui saturent les routes, tandis que l'armée française en retraite traverse la Beauce vers le 13 juin 1940, les habitants de Courbehaye prennent le chemin de l'exode, entendant au loin l'écho des bombardements de Bonneval le 14 juin et de Châteaudun le 15 juin. L'armée allemande occupe le canton à partir du 17 juin 1940.
1941-1942 : Courbehaye compte deux morts pour la France : Raymond Gaujard, Raymond Birre.
1944 : Cinq résistants FTPF sont torturés et fusillés par des Allemands à Cormainville le 17 août 1944. Le canton est libéré le 18 août 1944 par un régiment de la 35e division d'infanterie américaine.
1947 : Le 17 août, « à Courbehaye, en Eure-et-Loir, le feu anéantissait 600 quintaux d'avoine, 60 quintaux de blé de semence et 550 quintaux de paille. »
Au début du XXIe siècle, les externalités négatives induites par l'agriculture productiviste mettent en exergue l'agroécologie et l'agriculture biologique en France, dont André Birre,, né au hameau d'Ormoy à Courbehaye, cofondateur de l'association Nature et progrès, avait été le promoteur depuis 1948 avec sa « Croisade pour l’humus »,,.

« Hier, le paysan pouvait nourrir sa famille s'il possédait seulement deux bœufs, une charrue et un coin de terre qu'il gouvernait à son gré. Aujourd'hui, le même paysan ne le peut plus que de façon précaire, malgré l'aide des engins mécaniques. Dès qu'il entre dans le progrès, l'homme de la terre n'est plus, comme celui de la ville qu'il envie, qu'un rouage d'une communauté technicienne. »

— André Birre, Un grand problème humain, l'humus, Entretien de la Vie, 1959
Une place centrale est alors donnée à la durabilité des systèmes agricoles, visant à ce qu’« à travers les pratiques déployées, les agrosystèmes intègrent les fonctionnalités écologiques qui garantissent leur propre pérennité, notamment en termes de reconstitution de stocks de nutriments et de maintien du potentiel productif. »

## Politique et administration

### Organisation territoriale
Courbehaye fait partie du territoire des Carnutes dans la Gaule celtique.
Dans l'Empire romain, Courbehaye est dans le Pagus Dunensis de la civitas Carnutum dans la province Lugdunensis prima (Lyonnaise première) puis dans la Provincia Lugdunnesis quarta (Lyonnaise quatrième ou Senonia).
Au Ve siècle, Courbehaye fait successivement partie du domaine gallo-romain puis du royaume des Francs.
Le village fait ensuite partie de la vicomté du Dunois dans le comté de Blois au Xe siècle, du Dunois dans le duché d'Orléans au XIVe siècle, puis du Dunois dans la province de l'Orléanais.
Au XVIe siècle, Courbehaye est dans le diocèse de Blois, puis dans le diocèse de Chartres, archidiaconé de Dunois, doyenné de Beauce de la province ecclésiastique de Paris. Une église est construite au XIIe siècle. En parallèle du registre paroissial catholique à Courbehaye et Ormoy, un registre de la religion réformée daté de 1788 concerne les « déclarations de mariage effectuées par des couples demeurant dans les paroisses de Courbehaye (village d'Ormoy), Guillonville, Loigny et Louville-la-Chenard » et une déclaration de décès, conformément à l'« Édit du Roi, concernant ceux qui ne font pas profession de la religion catholique » de novembre 1787. Le culte catholique à Courbehaye est ultérieurement rattaché à la paroisse Saint-Martin-en-Beauce dans la province ecclésiastique de Tours.
Enclave du bailliage royal d’Orléans dans la vicomté de Dunois depuis l'acte d'autorité de Louis VI le Gros en l’an 1110, la paroisse de Courbehaye est comprise au XVIe siècle dans le ressort de la généralité d'Orléans, du bailliage d'Orléans par sa subdélégation de Janville pour les affaires financières et judiciaires (en dépendance du parlement de Paris pour la justice), de l'élection de Bonneval puis de l'élection de Châteaudun pour la fiscalité, ainsi que du grenier à sel de Janville pour la perception de la gabelle du sel. Le droit coutumier applicable à Courbehaye, comme dans tout le bailliage d'Orléans, est fondé sur les usages et privilèges de la coutume d'Orléans (coutume juridique, patrimoniale et fiscale).
Cependant, en continuité de l'acte de cession de Jean de Secourray approuvé par le comte de Blois en l'an 1180, « une partie de Courbehaye » est dépendante « de la justice de Châteaudun en première instance. »
Ainsi, en 1789, Courbehaye dépend de l'abbaye de Bonneval, ressortissant du bailliage de Chartres. Mais certaines possessions de l'abbaye de Bonneval sont des « enclaves du bailliage d’Orléans » (« Arrêt du parlement de Paris statuant que l’abbaye de Bonneval sera du ressort de Yenville pour ses possessions du bailliage d’Orléans, et de celui de Gisors pour Bonneval et les biens qu’elle a dans le comté de Chartres »). C'est pourquoi, Bonneval (3 paroisses), Baignolet, Cormainville et Courbehaye ressortissent aussi au bailliage de Janville (bailliage du Puiset-Yenville, sub-délégation du bailliage d'Orléans), tout comme Fontenay-sur-Conie, Orgères-en-Beauce, Cambray, Germignonville, Viabon et Tillay-le-Péneux.
Après la Révolution française, Courbehaye est dans le canton d'Orgères-en-Beauce du département d'Eure-et-Loir.
Au XXIe siècle, Courbehaye est dans la communauté de communes Cœur de Beauce, dans le canton des Villages Vovéens, dans l'arrondissement de Châteaudun et dans la quatrième circonscription d'Eure-et-Loir, dans l'académie d'Orléans-Tours et la région Centre-Val de Loire.

### Administration communale
L'adduction d'eau potable provient de Loigny-la-Bataille via Cormainville.
Pour les eaux usées, Courbehaye est dans une zone d'assainissement non collectif.
Le ramassage hebdomadaire en porte-à-porte et le traitement des ordures ménagères fait appel aux services du « Syndicat Intercommunal de Ramassage et de traitement des ordures Ménagères de la Région d’Artenay ». Une déchetterie pour la collecte en apport volontaire se trouve à Orgères. Les déchets issus de la collecte sélective sont dirigés vers Pithiviers ou Saran pour y être triés, tandis que les ordures ménagères sont incinérées à Pithiviers.
L'infrastructure du réseau électrique a été installée au début du XXe siècle. Le réseau téléphonique filaire est installé par les PTT vers 1960, le service de téléphonie mobile est accessible à partir de 1994.

### Liste des maires
| Période                                  | Période      | Identité           | Étiquette | Qualité                                                                                |
| ---------------------------------------- | ------------ | ------------------ | --------- | -------------------------------------------------------------------------------------- |
| 1800                                     |              | Lameth             |           |                                                                                        |
| 1833                                     | 1844         | Jean Bouclet       |           |                                                                                        |
| 1844                                     | 1857         | André Jeuffray     |           |                                                                                        |
| 1857                                     | 1868         | Joseph Belnoue     |           |                                                                                        |
| 1868                                     | 1876         | Philbert Pelard    |           |                                                                                        |
| 1876                                     | 1876         | Isodore Belnoue    |           |                                                                                        |
| 1876                                     | 1888         | Emile Lamé         |           |                                                                                        |
| 1888                                     | 1888         | Gustave Huguet     |           |                                                                                        |
| 1889                                     | 1899         | Joseph Hurault     |           |                                                                                        |
| 1900                                     | 1914         | Alphonse Crosnier  |           |                                                                                        |
| 1919                                     | 1936         | Alcide Birre       |           |                                                                                        |
| 1937                                     |              | René Lachon        |           |                                                                                        |
| 1945                                     |              | George Chamard     |           |                                                                                        |
| 1963                                     |              | Edmond Hurbault    |           |                                                                                        |
| 1983                                     | 2001         | Gérard Chamard     |           |                                                                                        |
| Mars 2001                                | Juillet 2020 | Dominique Crosnier | SE        | Agriculteur                                                                            |
| Juillet 2020                             | En cours     | Fulbert Leveillard |           | Avocat et agriculteur Petit-fils de Pierre Terrier, maire de Terminiers de 1977 à 1995 |
| Les données manquantes sont à compléter. |              |                    |           |                                                                                        |

## Population et société

### Démographie
Le registre paroissial de Courbehaye est établi depuis 1622 pour les mariages et sépultures et depuis 1624 pour les baptêmes, mais n'est conservé que pour les actes depuis l'an 1672.
Le dénombrement de l'élection de Chateaudun en 1709 indique 52 feux dans la paroisse de Courbehaye, à comparer à 60 ménages identifiés en 2018.
C'est au recensement de 1886 que l'effectif de la population de Courbehaye atteint son maximum (379 habitants), grâce aux progrès sanitaires et à l'augmentation continue de l'espérance de vie. Par la suite, la commune ne cesse de se dépeupler à un rythme régulier jusqu'à sa stabilisation vers 1990.
L'évolution du nombre d'habitants est connue à travers les recensements de la population effectués dans la commune depuis 1793. Pour les communes de moins de 10 000 habitants, une enquête de recensement portant sur toute la population est réalisée tous les cinq ans, les populations de référence des années intermédiaires étant quant à elles estimées par interpolation ou extrapolation. Pour la commune, le premier recensement exhaustif entrant dans le cadre du nouveau dispositif a été réalisé en 2007.

En 2022, la commune comptait 137 habitants, en évolution de +0,74 % par rapport à 2016 (Eure-et-Loir : −0,23 %, France hors Mayotte : +2,11 %).
| 1793 | 1800 | 1806 | 1821 | 1831 | 1836 | 1841 | 1846 | 1851 |
| ---- | ---- | ---- | ---- | ---- | ---- | ---- | ---- | ---- |
| 186  | 241  | 268  | 202  | 327  | 310  | 302  | 322  | 336  |

| 1856 | 1861 | 1866 | 1872 | 1876 | 1881 | 1886 | 1891 | 1896 |
| ---- | ---- | ---- | ---- | ---- | ---- | ---- | ---- | ---- |
| 375  | 339  | 326  | 313  | 319  | 330  | 379  | 374  | 353  |

| 1901 | 1906 | 1911 | 1921 | 1926 | 1931 | 1936 | 1946 | 1954 |
| ---- | ---- | ---- | ---- | ---- | ---- | ---- | ---- | ---- |
| 319  | 325  | 341  | 314  | 296  | 278  | 267  | 222  | 190  |

| 1962 | 1968 | 1975 | 1982 | 1990 | 1999 | 2006 | 2007 | 2012 |
| ---- | ---- | ---- | ---- | ---- | ---- | ---- | ---- | ---- |
| 200  | 174  | 161  | 137  | 116  | 129  | 120  | 119  | 133  |

| 2017 | 2022 | - | - | - | - | - | - | - |
| ---- | ---- | - | - | - | - | - | - | - |
| 137  | 137  | - | - | - | - | - | - | - |

### Enseignement
Courbehaye est située dans l'académie d'Orléans-Tours.
Un instituteur est identifié lors du premier recensement dans la commune en 1836.
Le service de transport scolaire PO2 vers l'école primaire d'Orgères-en-Beauce a un arrêt à Courbehaye et à Ormoy. La scolarité se poursuit au collège de Patay.

### Santé
La maison de santé à Orgères-en-Beauce assure les prestations de médecine générale, de cabinet infirmier et dentiste

## Économie

### Bassin d'emplois
L'activité économique principale dans la commune est caractéristique des cultures céréalières, avec plusieurs sociétés et groupements agricoles d'exploitation céréalière.
Depuis 1970 y est établi le siège social de la société SICSA pour la valorisation des déchets végétaux et la fabrication de litières.

### Parc éolien de Cormainville - Guillonville - Courbehaye
En 2016, sept turbines Nordex N100/2500 d'une puissance de 2,5 MW chacune, ont été mises en service par la société STEAG sur les communes de Courbehaye, Cormainville et Guillonville, développant une puissance totale de 17,5 MW.

## Culture locale et patrimoine

### Lieux et monuments
- L'église Saint-Sulpice et son caquetoire ;
- Le monument aux morts, enchâssé dans le mur sud de l'église de Courbehaye.
- L'enceinte et tour de la ferme d'Ormoy
- Les ponts sur la rivière Conie : deux ponts à Ormoy, un pont à Courbehaye
- À l'est d'Ormoy, ruines d'une chapelle, dédiée à sainte Colombe de Sens, supposée guérir des fièvres[8]..

Lieux et monuments
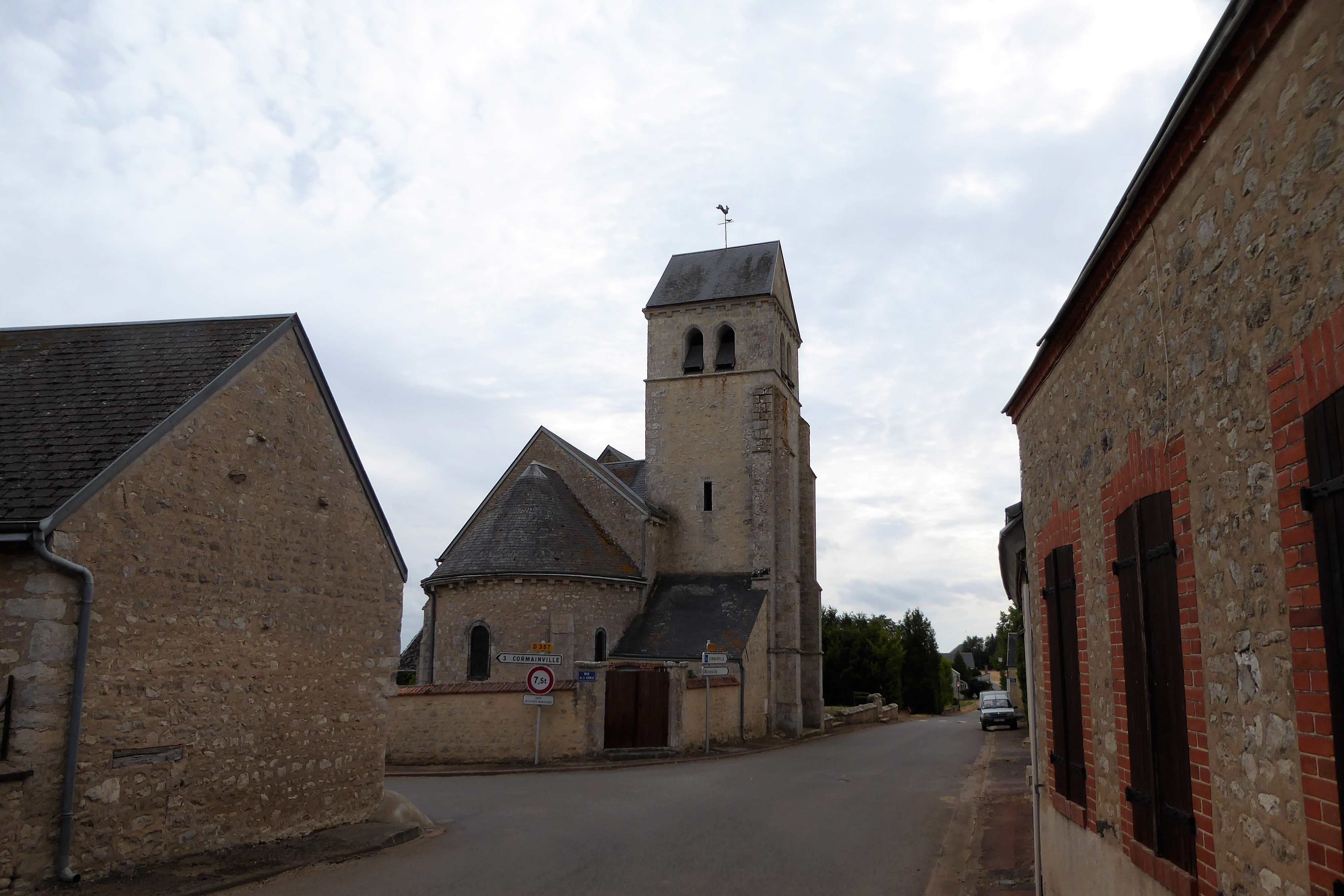
L'église Saint-Sulpice.
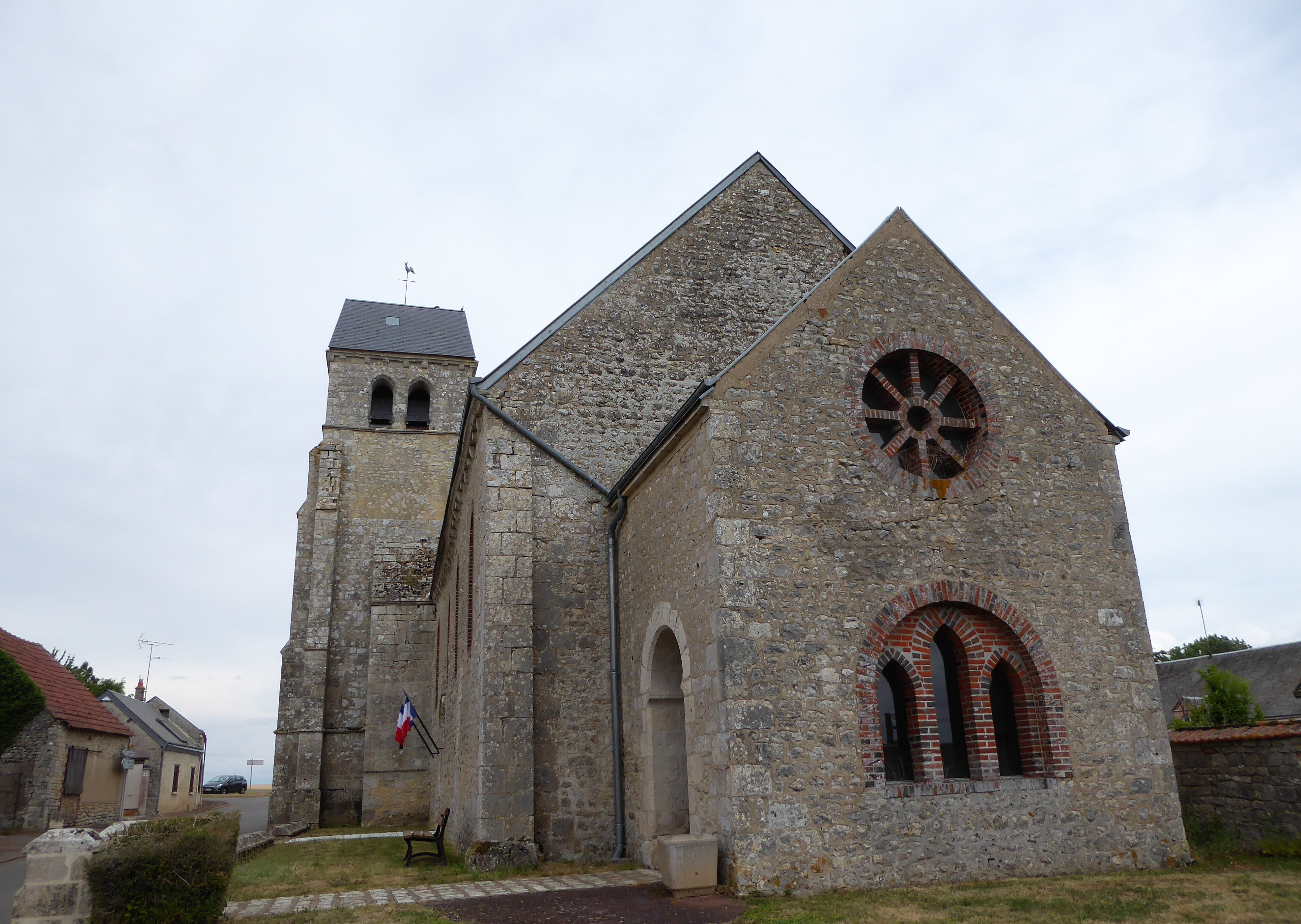
Caquetoire en façade ouest de l'église.
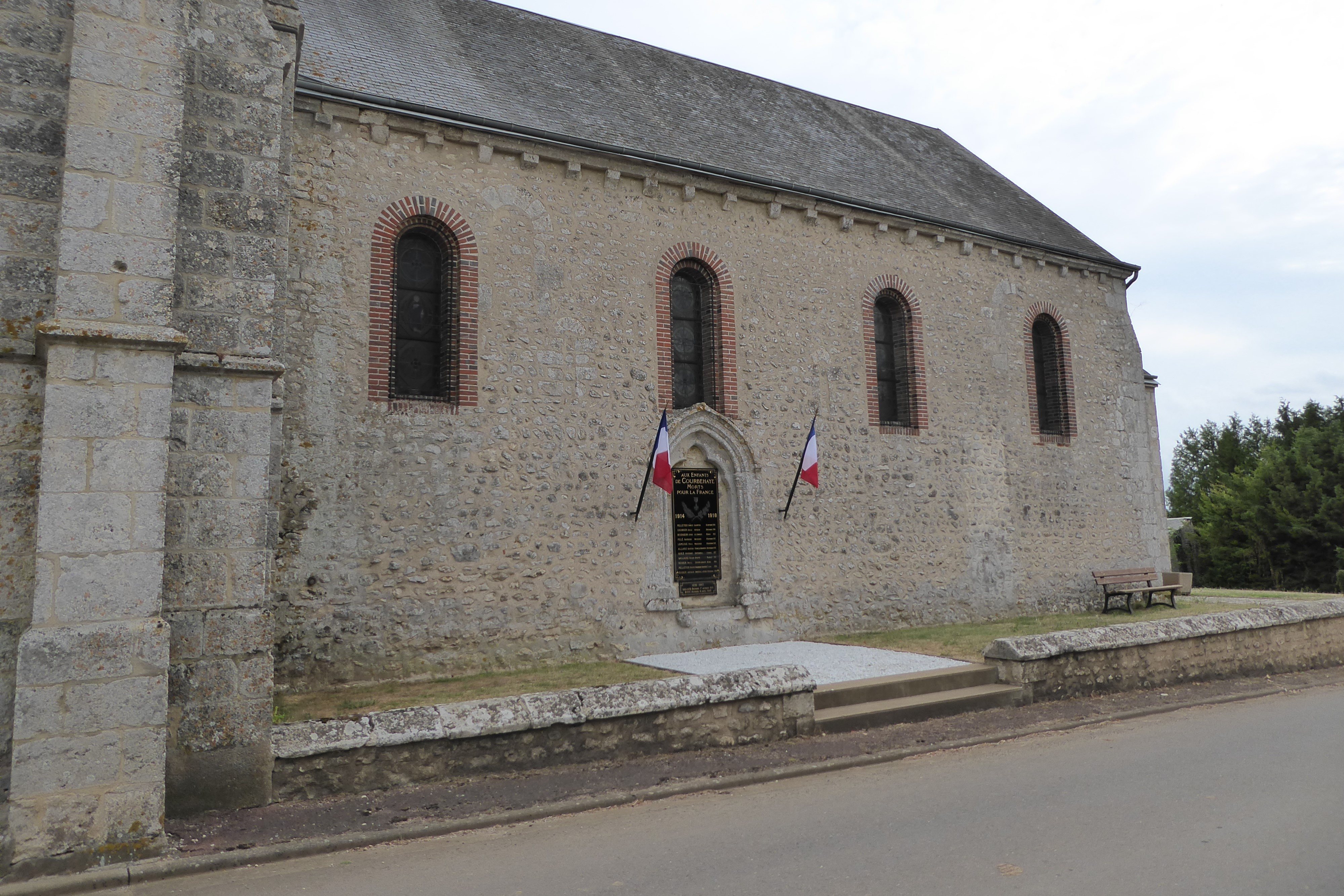
Monument aux morts.

### Personnalités liées à la commune
- André Birre (1904-1991), né au village d'Ormoy, est l'un des pères de l'agriculture biologique. Expert en agrobiologie, spécialiste de l'humus[117],[118], il fonde l’association « L’homme et le sol » et lance la « Croisade pour l’humus » en 1948. Il est cofondateur en 1954 de l’« organisation scientifique pour l’entretien de la vie » (OSV) qui fusionne avec Nature et progrès[119] en 1964. Il dirige la revue  « Cahiers de la biopolitique »[120],[121]. Il est l'un des fondateurs de l'Association Française d’Agriculture Biologique en 1962[122],[123].